# Breda
Breda (uitspraakⓘ[bre.'da]) is een Nederlandse stad in het westen van de provincie Noord-Brabant. Breda is van oudsher de voornaamste stad van West-Brabant. Het was de hoofdstad van de Baronie van Breda, waaronder onder meer ook Roosendaal, Etten-Leur en Oosterhout ressorteerden. De stad zelf is de kern van de gelijknamige gemeente, die per 22 november 2024 188.078 inwoners telde, en daarmee in grootte de derde gemeente van Noord-Brabant is en de negende gemeente van Nederland. De inwoners worden Bredanaren of Bredanaars genoemd. 
De stad was eeuwenlang een belangrijke garnizoens- en vestingstad en speelt nog steeds een zichtbare rol binnen de Nederlandse krijgsmacht door de aanwezigheid van de Koninklijke Militaire Academie (KMA) en het hoofdkwartier van de Koninklijke Luchtmacht. Breda is sinds 1853 de zetel van het gelijknamige bisdom. De aanwezigheid van eerst het hof van de Heren van Breda, maar later ook van voorzieningen als de Rechtbank, Kamer van koophandel, en het bisdom hebben ervoor gezorgd dat Breda van oudsher het politieke, administratieve en religieus-bestuurlijke hart van West-Brabant vormt. De stad bezit vanouds ook veel handel en industrie. Zij ligt aan een knooppunt van water-, spoor- en autowegen.

## Naam
Over de herkomst van de naam Breda bestaan verschillende verklaringen. De standaardverklaring in het Vroeg Middelnederlands Woordenboek geeft hier als etymologie een samenstelling van:
- < Germ. *braida- 'breed' en *aχwō- 'natuurlijke waterloop inz. in het zeekleigebied' (Top.Wbk.).

Deze etymologie wordt echter niet algemeen onderschreven (zie onder). Volgens het VMNW is de plaatsnaam Breda pas geattesteerd vanaf 1269. Andere bronnen geven echter indirecte oudere vermeldingen.

### Bijnamen

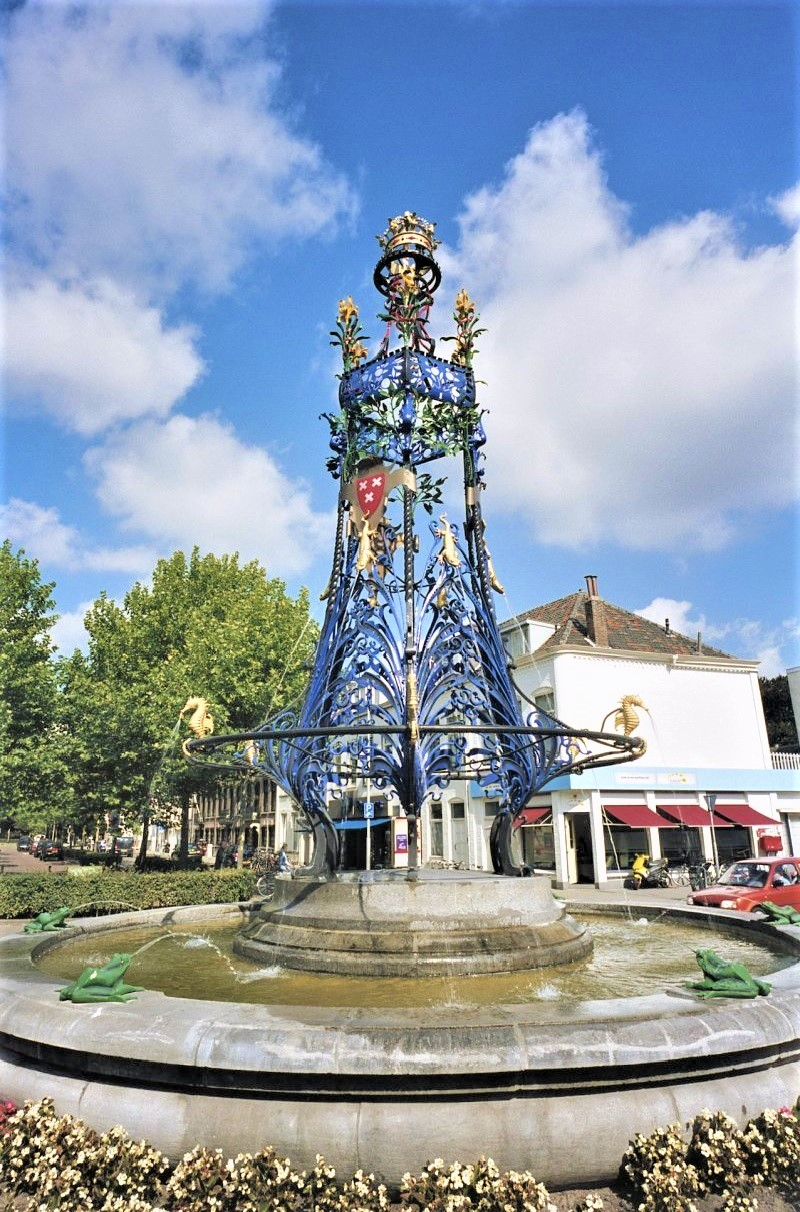
De Wilhelmina Fontein is een van de vele Nassau-monumenten van de stad

Breda bezit een historische band met het huis Nassau. Tot 1795 waren de burgers van Breda onderdanen van de heer van Breda, die vanaf 1403 tevens graaf van Nassau was en vanaf 1538 ook de prins van Oranje-Nassau. Sinds 1815 behoort Baron van Breda tot de historische titels van de koning(in). Daardoor is Breda niet alleen een Oranjestad, maar geldt het ook als de Nassaustad bij uitstek.

Breda heeft een belangrijke historische stadskern, die zich over de eeuwen heeft gevormd rond het Kasteel van Breda, de zetel van de heren van Breda. In de binnenstad bevinden zich, naast het Kasteel (de KMA), onder meer de gotische Onze-Lieve-Vrouwekerk, de Grote Markt, het Stadspark 'het Valkenberg', het Begijnhof, de Haven, het Spanjaardsgat, en de Prinsenkade. Vanaf het einde van de 19e eeuw kwam voor Breda ook de term Haagje van het Zuiden in zwang. Dit predicaat is voor meerdere uitleg vatbaar, maar lijkt vooral te slaan op de fraaie, bosrijke omgeving van de stad. Zowel vanwege zijn historisch stadsschoon als om die fraaie, bosrijke omgeving wordt Breda in zijn volkslied niet minder dan de Parel van het Zuiden genoemd.

## Geschiedenis

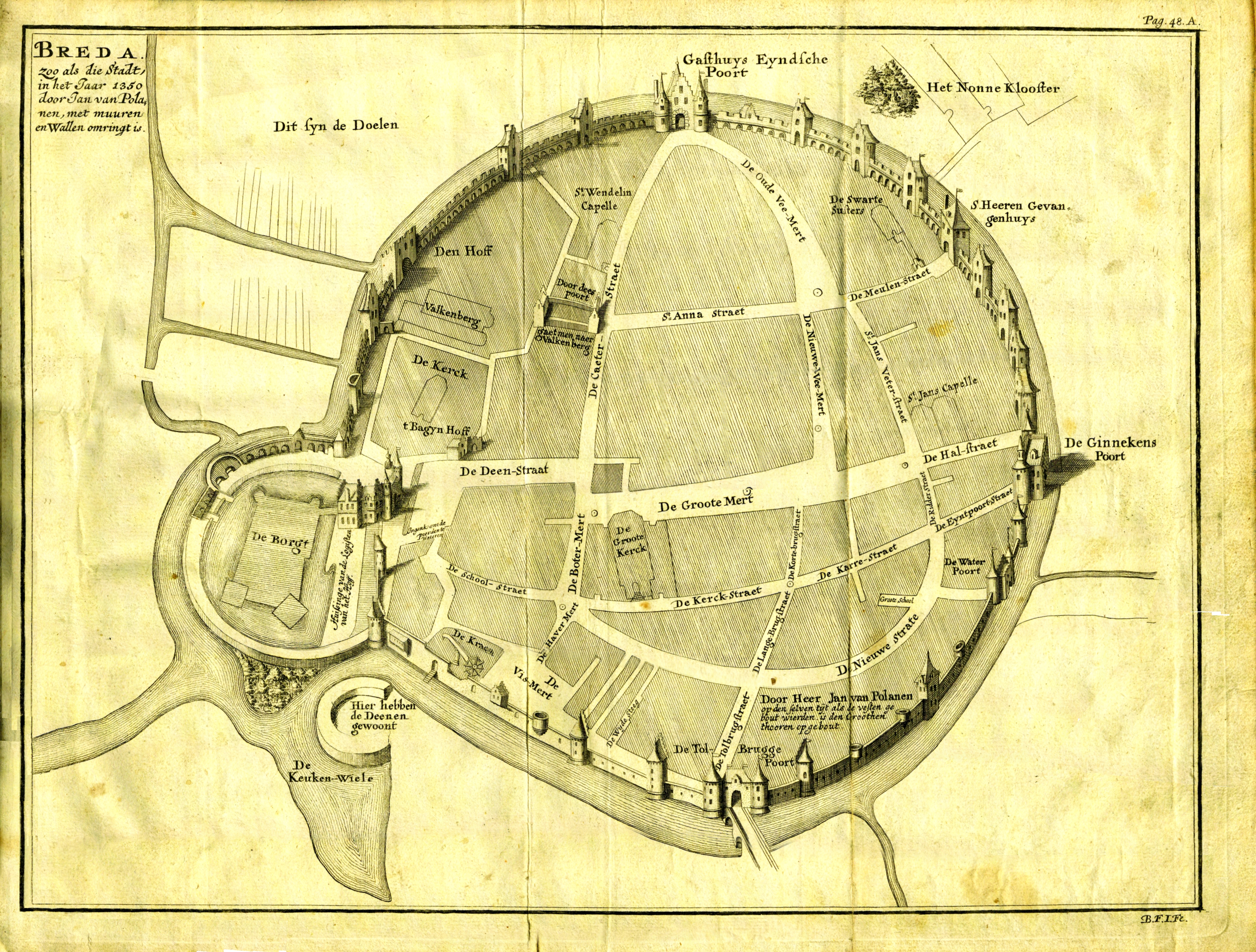
Breda 1350 bevestigd met muren en wallen

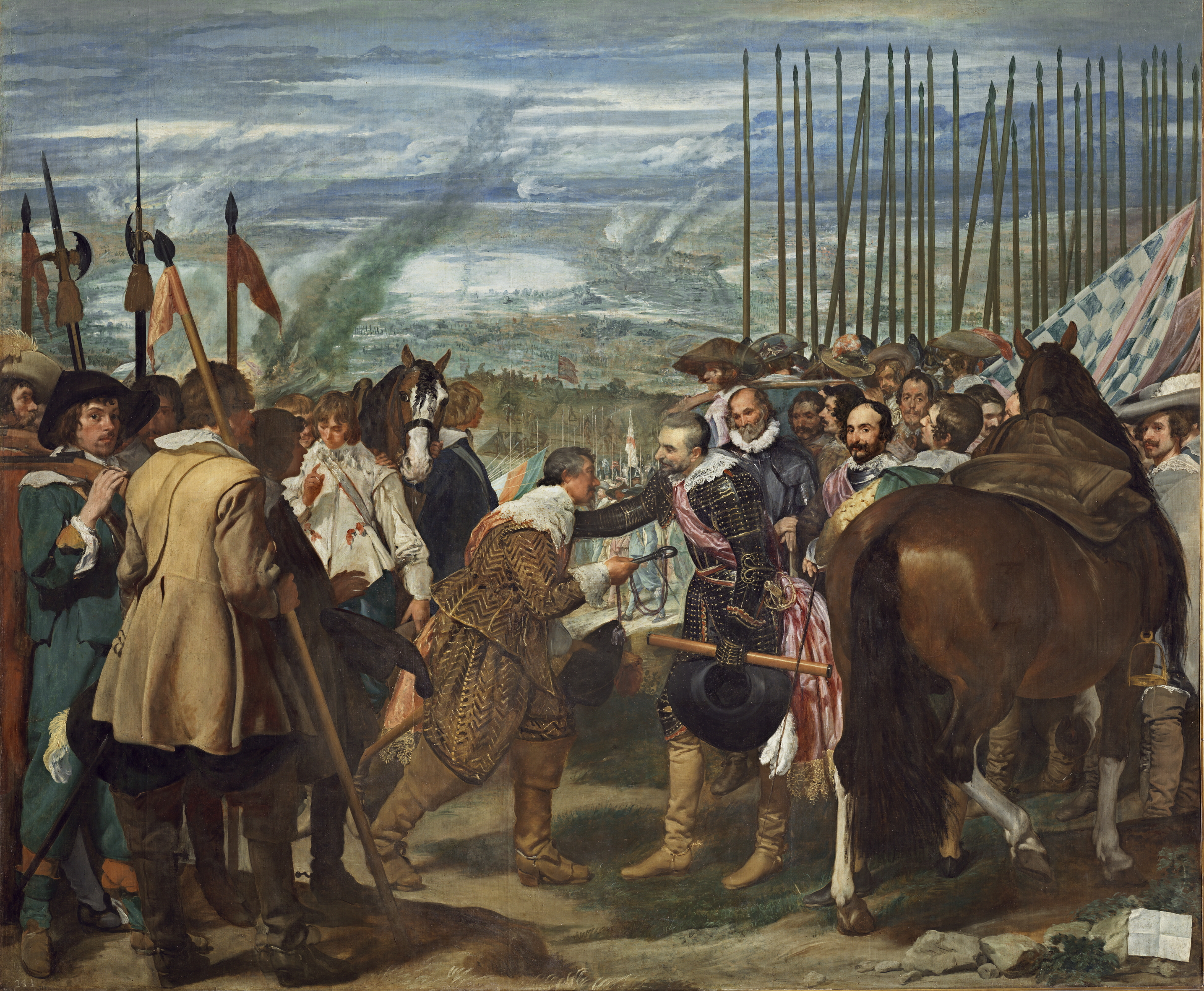
Diego Velázquez De overgave van Breda (Las Lanzas), 1634/35, Olieverf op doek, Museo del Prado, Madrid

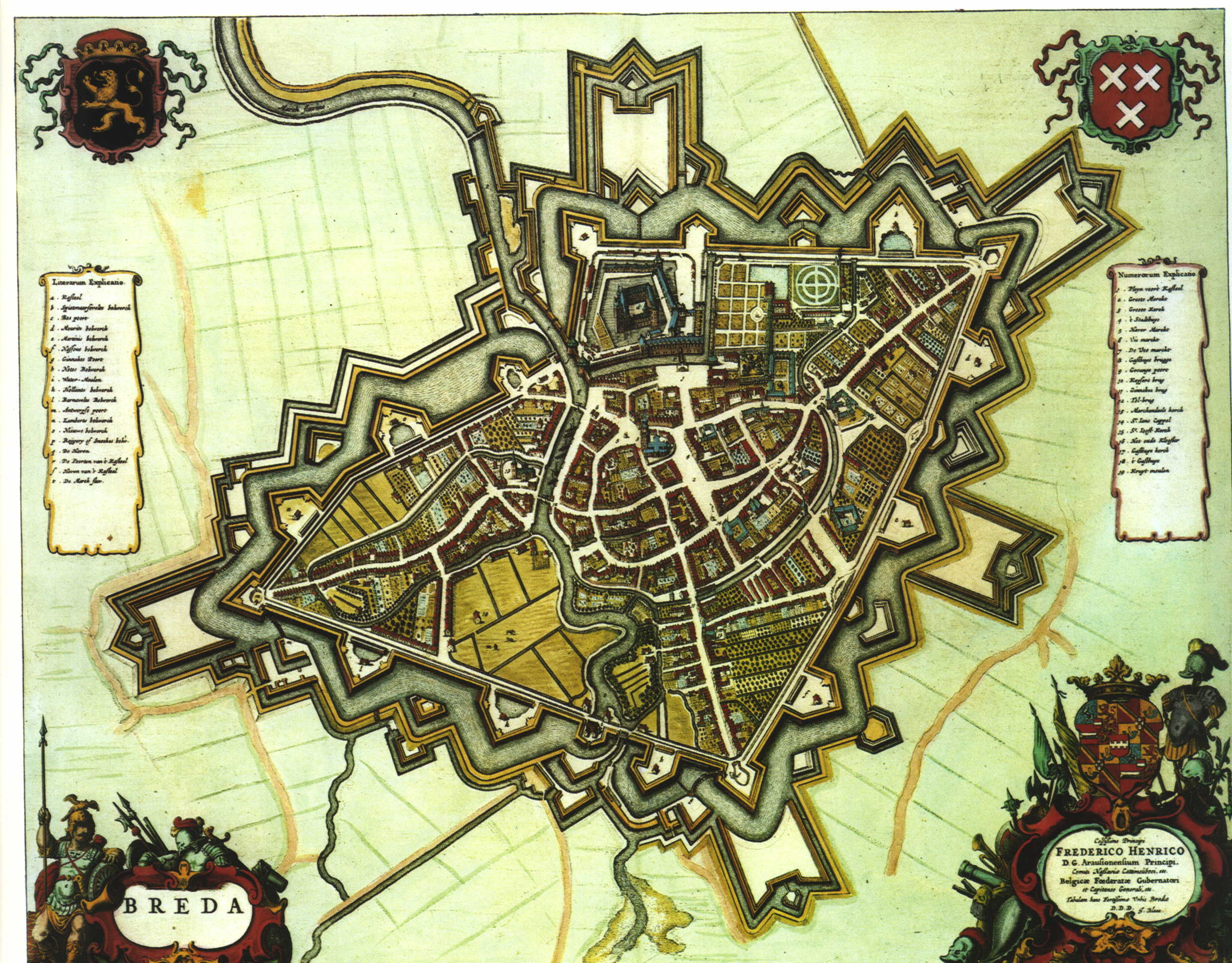
Breda in 1653 volgens Willem en Joan Blaeu

Belangrijke jaartallen in de geschiedenis van Breda zijn:
- 1125: Eerste vermelding van de naam Breda in een oorkonde die een schenking aan de abdij van Affligem betreft en waar Arnulfus (Arnulf) en Ingelbertus (Engelbrecht) van Breda als getuigen optreden.[4]
- 1252: Breda koopt van de heer Hendrik IV van Schoten privileges. Deze handeling wordt door velen nog steeds gezien als het verkrijgen van stadsrechten. Breda heeft echter nooit een stadsrecht gekregen, het ontwikkelde zich geleidelijk tot een stad. Dat kwam veel voor.
- 1267: Op 22 maart schenkt Hendrik V van Schoten, heer van Breda, aan de Bredase begijnen de grond waarop zij zich gevestigd hebben en verleent hen toestemming daarop een kerk te bouwen en een begraafplaats aan te leggen. Deze schenking wordt aangehouden als stichting van het Bredase Begijnhof.
- 1327: De heer van Breda verkoopt zijn land met de stad aan de hertog van Brabant.
- 1350: De hertog van Brabant Jan III geeft de stad, de burcht en het land van Breda in leen aan Jan II van Polanen, een Hollandse edelman.
- 1350 - 1378: Jan I van Polanen, Heer van Breda
- 1378 - 1394: Jan II van Polanen, Heer van Breda
- 1403: Baronie van Breda
- 1449: Het Sacrament van Niervaert wordt op verzoek van Jan IV van Nassau overgebracht naar de Grote-of-Onze-Lieve-Vrouwekerk Breda.

Tussen 1450 en 1550 ontwikkelde de stad Breda zich tot een van de opmerkelijkste culturele en politieke centra van de Nederlanden. Als residentiestad van de Brabantse tak van de Nassaudynastie die sinds 1403 heren van Breda waren, kreeg de stad een bijzondere allure. De Brabantse Nassaus behoorden tot de allerhoogste adel in de Bourgondisch-Habsburgse Nederlanden en voerden in hun heerlijkheden een bijbehorende cultuurpolitiek. Dat gebeurde in Breda in elk geval (ook) in nauwe samenwerking met de stedelijke gemeenschap. De stedelijke allure van Breda kreeg vorm in bouw- en verfraaiingsprojecten, het creëren van literaire, visuele en architectonische kunstwerken en het stichten van monumenten.
- 1504 - 1538: Hendrik III van Nassau-Breda van Nassau, Heer van Breda
- 1534: Grote stadsbrand in Breda
- 1544 - 1567: Willem I van Oranje
- 1566: Beeldenstorm
- 1568: Begin van de Tachtigjarige Oorlog
- 1567 - 1576: Breda geconfisqueerd door de koning van Spanje
- 1576 - 1581: Willem van Oranje, deze werd in 1581 vogelvrij verklaard, waarop Breda door de Spanjaarden werd veroverd door Claudius van Berlaymont (de furie van Houtepen)
- 1581 - 1590: Spaanse bezetting
- 1590: Breda heroverd op de Spanjaarden door de list met het Turfschip van Breda
- 1624/1625: Beleg van Breda door Spinola
- 1637: Breda ten derden male heroverd door de Republiek onder leiding van Frederik Hendrik van Oranje
- 1646: Opening van de Illustere school en Collegium Auriacum (Breda)
- 1648: De Vrede van Münster maakt een einde aan de Tachtigjarige Oorlog. Tussen 1648 en 1795 vormde het Nederduits-Gereformeerde geloof de 'staatskerk' van de Republiek en was het katholieken verboden hun godsdienst in het openbaar uit te oefenen.
- 1667: De Vrede van Breda, het in Breda gesloten verdrag ter beëindiging van de Tweede Engels-Nederlandse Oorlog
- 1809: Lodewijk Napoleon, de eerste koning van Holland, bezoekt Breda, tijdens zijn inspectiereis die door de departementen Brabant en Zeeland wordt gehouden.
- 1813: De Franse bezetting van Breda vlucht als Kozakken in de buurt verschijnen. De stad wordt bezet door Russische en Pruisische troepen. Een Frans leger onder leiding van François Roguet en Charles Lefebvre-Desnouettes komt terug om de stad weer te veroveren maar wordt teruggeslagen tijdens het Beleg van Breda, mede met hulp van Nederlandse troepen (onder andere Regiment van Phaff) en de burgerbevolking. In de tweede helft van de 19e eeuw begint voor Breda een bloeiperiode van de handel en de nijverheid.
- 1940 12 mei: Breda ingenomen door nazi-Duitsers; bevolking wordt geëvacueerd (Vlucht uit Breda) maar keert voor het grootste deel binnen enkele weken terug
- 1940 17 mei: 51 gevluchten komen om bij een bombardement op Sint-Niklaas
- 1942 8 augustus: Joden moeten zich van de bezetters registreren, de deportaties beginnen en zijn in december voltooid
- 1944 13 oktober: Duivelsbruglaan 42, bombardement door Typhoons van de RAF, balans 25 doden
- 1944 29 oktober: Bevrijding van de stad door Poolse soldaten onder generaal Stanisław Maczek, in hele oorlog ruim 500 Bredase burgers gestorven

### Tweede Wereldoorlog

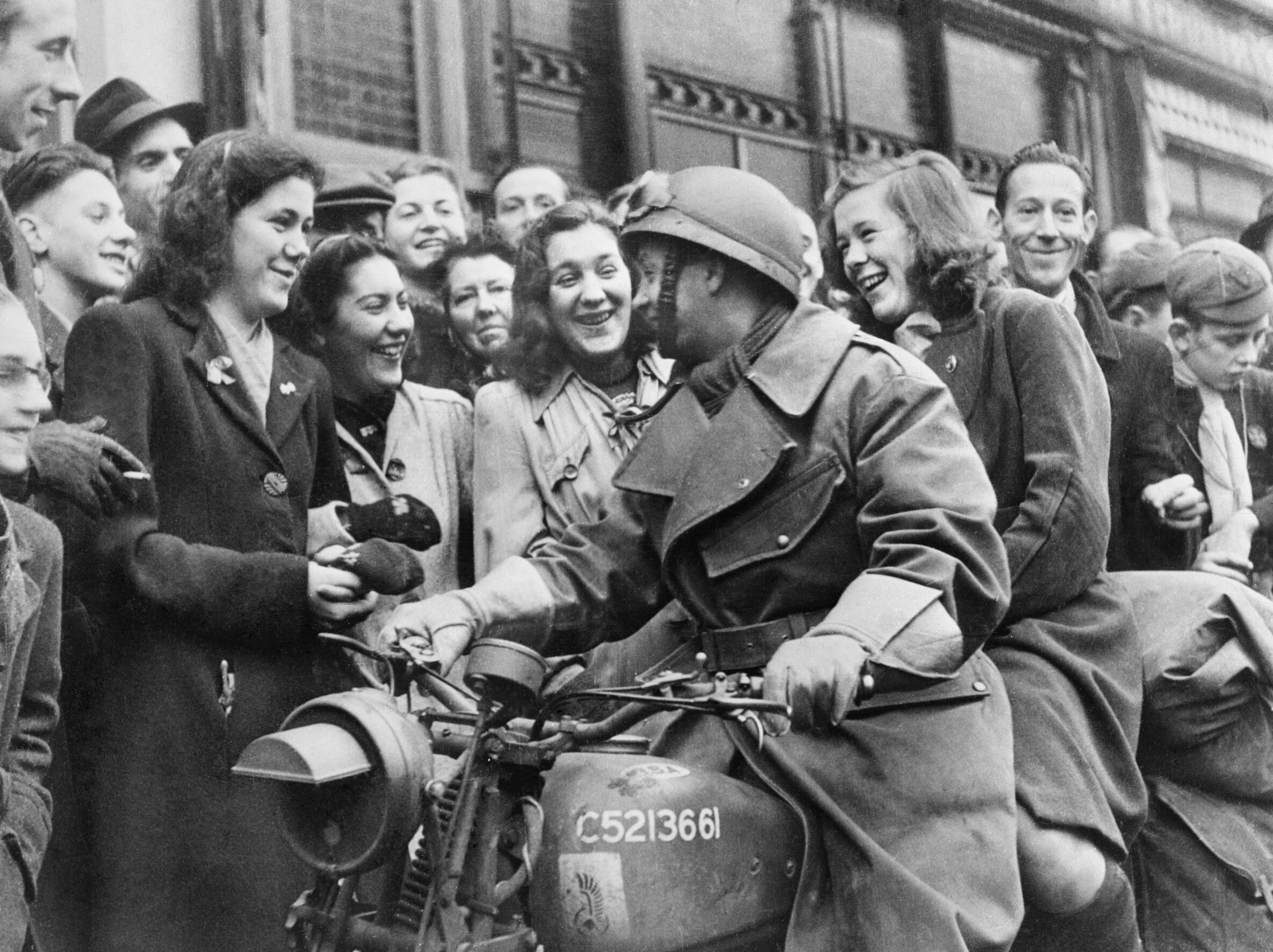
1e Pantserdivisie (Polen), Breda, 1944

Kort na de Duitse inval - op de vroege ochtend van 10 mei 1940 - vond een massale evacuatie uit Breda plaats. Breda dreigde tussen de fronten van de oprukkende nazi-Duitsers en Fransen terecht te komen. De omstreeks 50.000 inwoners kregen op deze Eerste Pinksterdag van 12 mei 1940 het bevel de stad te evacueren. De Bredanaars spreken zelf van ‘De Vlucht’.
De evacuatie vond plaats op gezag van Burgemeester Van Slobbe al of niet op last of bevel van de Fransen.
In het begin van de oorlog kwam er nog een Franse troepenmacht uit België naar Breda, maar bereikte de stad niet. De nazi-Duitse bezetters maakten gebruik van het grote aantal militaire bouwwerken in de stad om onder meer militairen van de snel uitbreidende Fliegerhorst Gilze-Rijen te huisvesten, onder hen enkele tientallen 'Luftwaffehelferinnen', ook wel bekend als 'Blitzmädel', die werkten bij de verbindingsdiensten. Verzetsmensen in Breda speelden een belangrijke rol bij de hulp aan geallieerde vliegers om weer in geallieerd gebied terug te komen.
Pas in 1942 verscherpte de bezetting zich, toen de bezetter begon met het registreren van Joden vanwege de geplande deportatie. Deze was in december voltooid en de ongeveer 225 Bredase Joden verdwenen naar concentratiekampen of doken onder. Breda lag pal op de luchtroute van Engeland naar Duitsland en vlak bij vliegveld Gilze-Rijen en kreeg daardoor regelmatig te maken met luchtaanvallen of bombardementen, die enkele honderden inwoners het leven kostten.
Op 4 september 1944 kondigde Radio Oranje aan, dat Breda bevrijd was, nadat op die datum ook Antwerpen bevrijd werd. Dat bericht bleek vals en werd later die dag ingetrokken. Veel bezetters en collaborateurs ontvluchtten toen de stad. Op 29 oktober 1944 werd de stad bevrijd door Poolse soldaten onder generaal Maczek. Na zijn dood in 1994 werd hij op het Pools militair ereveld begraven.

## Geografie
De stad Breda is omgeven door woonwijken en bedrijventerreinen. Kenmerkend voor de stad is de samenvloeiing van de Aa of Weerijs en de Mark. De rivier gaat als Mark verder. Hier liggen enkele havens aan en daar voorbij mondt ook het Markkanaal in de Mark uit. De rivieren voeden ook de singels om Breda. 
Breda is verkeerstechnisch gunstig gelegen. Landelijk heeft het een belangrijke verbinding zowel met Utrecht als met Rotterdam. Dichtstbijzijnde grotere steden zijn verder in Noord-Brabant Tilburg, Oosterhout, Roosendaal en Bergen op Zoom, in Zuid-Holland Dordrecht, en over de grens Antwerpen en Turnhout.
In of dicht bij de gemeente Breda liggen de volgende dorpskernen: Bavel, Effen, Prinsenbeek, Teteringen, en Ulvenhout, daarnaast Galder (in de gemeente Alphen-Chaam), Terheijden en Dorst (in de gemeente Oosterhout). De vroegere dorpen Ginneken en Princenhage zijn al langer (sinds 1942) opgenomen en geheel geïntegreerd in de stad Breda. De buurgemeenten van Breda zijn: Alphen-Chaam, Drimmelen, Etten-Leur, Gilze en Rijen, Moerdijk, Oosterhout en Zundert in Nederland en het in België gelegen Hoogstraten. Voor West-Brabant heeft de stad een regiofunctie.

### Stadsontwikkeling

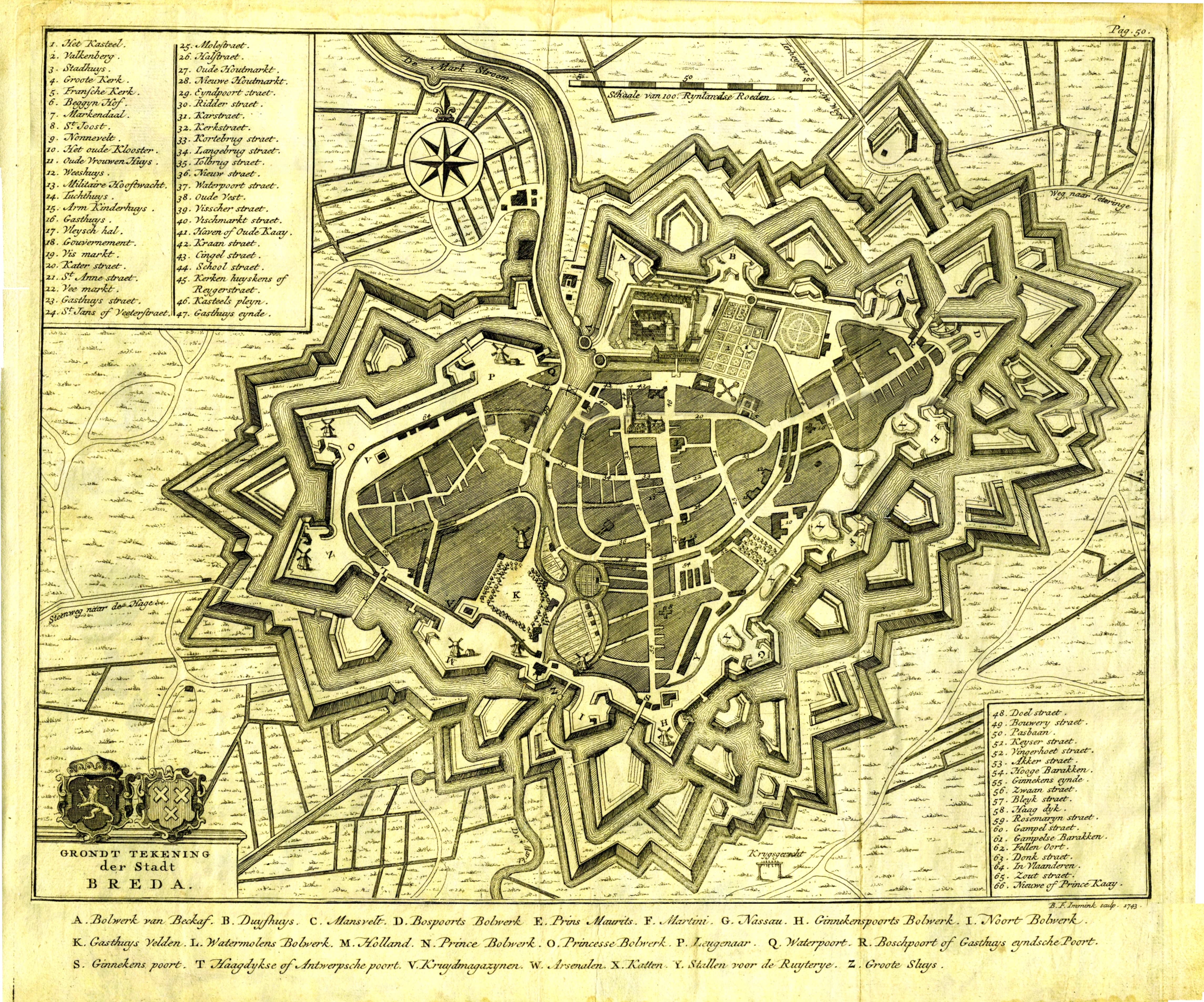
Breda 1743, gegraveerd door B.F. Immink

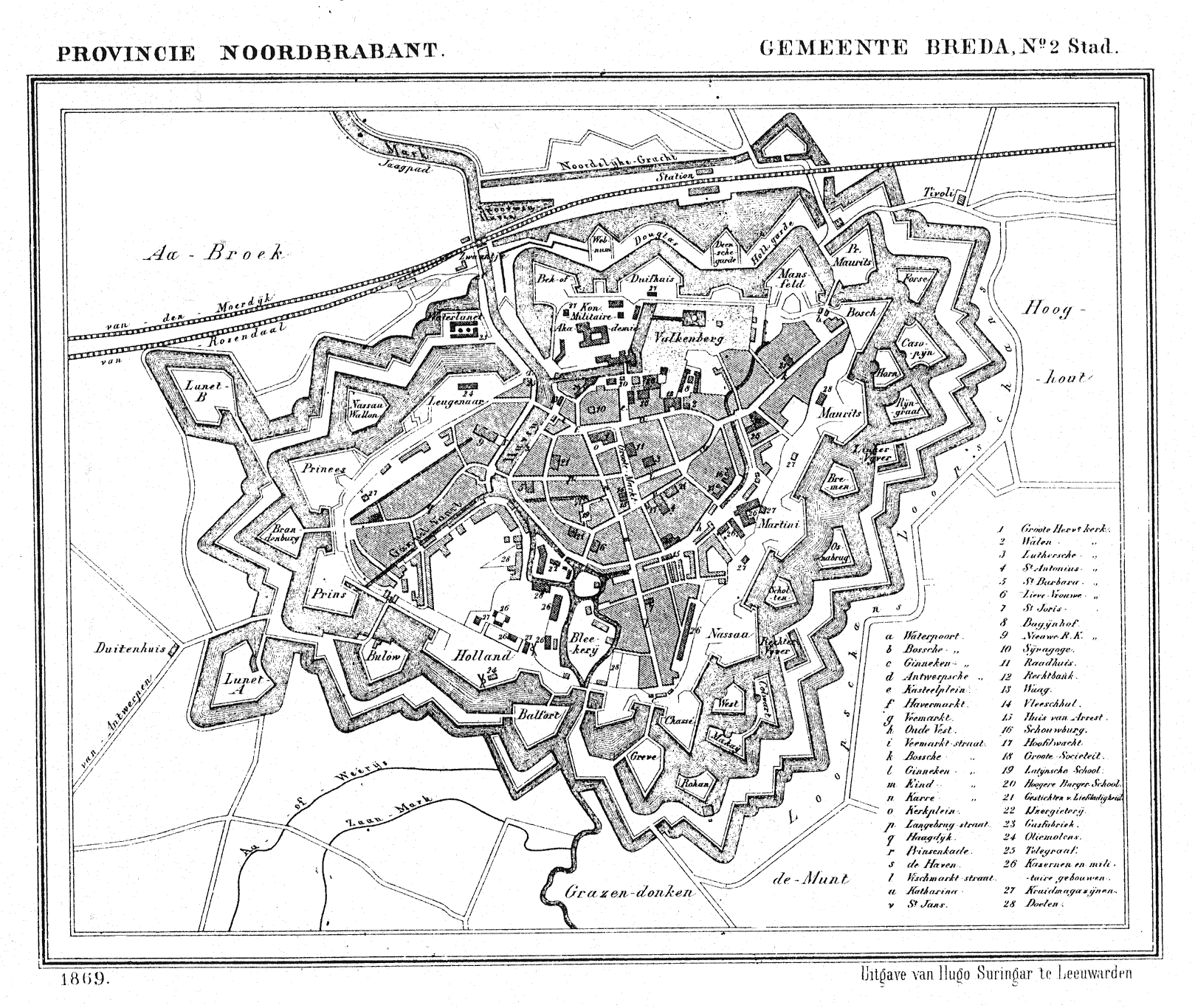
Breda 1869

Tot 1535 was Breda een ommuurde stad. Buiten de muren ontstonden een aantal nederzettingen aan de uitvalswegen, namelijk Boscheind, Ginnekeneind en Haagdijk. Toen de stadsmuren werden vervangen door een omwalling, hetgeen tussen 1531 en 1543 geschiedde, werden genoemde nederzettingen aan de binnenstad toegevoegd. De tussenliggende ruimten werden in de loop van de 18e eeuw door militaire activiteiten ingenomen. Stadsbranden in 1490 en 1534 noopten tot de bouw van stenen in plaats van houten huizen. De welvaart in de stad nam ondertussen toe door de lakenhandel, de overslagfunctie van de stad, en de aanwezigheid van het hof van de Nassaus. Na de Tachtigjarige Oorlog bleef slechts de functie van vestings- en garnizoensstad over. De functie van vestingstad maakte dat de oppervlakte van Breda beperkt bleef, daar de stad door de vestingwallen was ingesloten. Het omringende platteland behoorde tot gemeenten als Ginneken, Princenhage en Teteringen.
Een nieuwe bloeiperiode begon in de tweede helft van de 19e eeuw. Breda kreeg, buiten de omwalling, een station in 1864, waarna het uiteindelijk tot een spoorwegknooppunt werd. Vanaf 1869 werden de vestingwerken ontmanteld naar plannen van F.W. van Gendt, zodat ruimte vrijkwam voor de bouw van woningen, industrie, kazerne- en kloostercomplexen. Tussen de binnenstad en het station, en aan de zuidzijde, werden monumentale woningen gebouwd. Pas in 1927 was het mogelijk om grote delen van de omliggende gemeenten te annexeren, waarop tal van uitbreidingsplannen tot stand konden komen. Zo ontstond de wijk Zandberg, met typische jaren 30 stijl gebouwde huizen, op geannexeerd gebied van Teteringen en werd de toenmalige Burgemeester Verdaasdonkstraat omgedoopt tot de Wethouder Romboutsstraat naar degene die de annexatie had geïnitieerd. Nadat in 1942 ook de gemeenten Ginneken en Princenhage bij Breda waren gevoegd, konden deze kernen eveneens met nieuwbouwwijken omsloten worden. De dorpskernen zijn echter als zodanig nog bewaard gebleven.
In de jaren 60 van de 20e eeuw vonden er grootschalige ingrepen plaats, zoals de aanleg van een cityring om de binnenstad, en het dempen van de Oude Haven in 1966. In 2008 werd deze echter weer in gebruik genomen, na opnieuw te zijn uitgegraven. Ook de sloop van de neogotische kerken in de binnenstad vond plaats in de jaren 70 van de 20e eeuw. Ondertussen werden vele van de traditionele fabrieken, die langs het spoor waren verschenen, gesloten en gesloopt: de Kwatta, de Etna, CSM suikerfabriek, ENKA, Bierbrouwerij De Drie Hoefijzers, De Faam suikerwerken, Machinefabriek Breda, Loda, Molenschot weegwerktuigen, Hero frisdranken en conserven. Dit proces vond tot in het eerste decennium van de 21e eeuw plaats. Daarnaast werden in 1993 een aantal grote historische kazernecomplexen door de militairen verlaten. Deze complexen kregen eveneens een nieuwe functie.
Eind 20e eeuw was Breda opnieuw uitgegroeid tot een belangrijk knooppunt halverwege de havensteden Rotterdam en Antwerpen. Vanaf de jaren 80 van de 20e eeuw werden ook omvangrijke uitbreidingsplannen ten noorden van de stad uitgevoerd, met name Haagse Beemden, waar woningen en kantoren verrezen. In 1988 werd daar ook station Breda-Prinsenbeek geopend. Aan de vernieuwing van station Breda is tot in de zomer van 2016 gewerkt. Het nieuwe station telt zeven sporen en drie perrons.

### Natuur en landschap

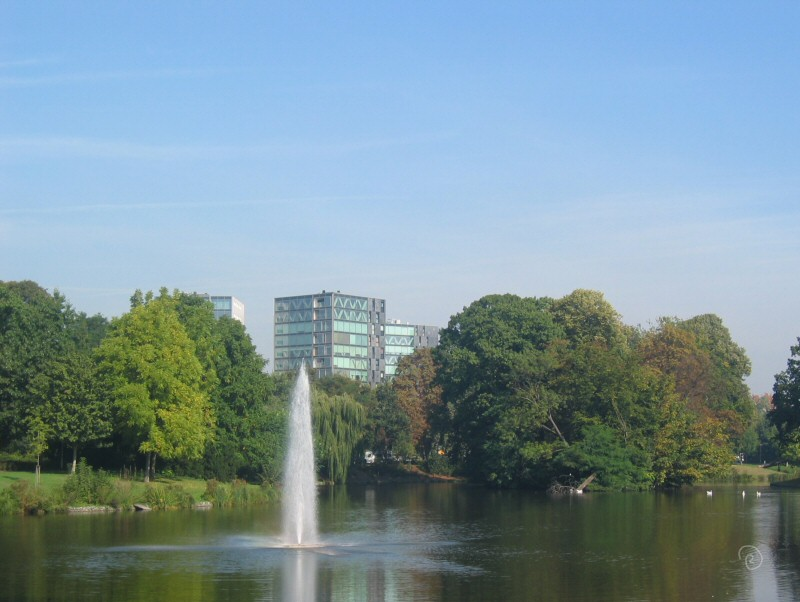
Het Wilhelminapark

In Breda is het Valkenberg bij het kasteel van Breda het bekendste park. Het is een stadspark, maar het was vroeger de tuin van het kasteel. Aan de ingang van dit park bevindt zich het Baroniemonument uit 1905, dat werd ontworpen door architect Pierre Cuypers en werd onthuld door Koningin Wilhelmina, mede om de bijzondere band tussen het Oranjehuis en Breda te benadrukken. Op Koningsdag wordt in dit park een grote kindervrijmarkt gehouden.
Een ander groot park bij het centrum is het Wilhelminapark. In dit park staat, ter herinnering aan de Poolse bevrijders, een Duitse Panthertank die door de Polen in 1945 aan de stad werd geschonken. Voorts zijn er nog het Burgemeester van Sonsbeeckpark in de wijk Boeimeer, het Zaartpark en het Park Hoge Vucht in Breda Noord. In Breda Centrum bevindt zich de Willem Merkxtuin, een kleine tuin achter de voormalige hofhuizen in de Catharinastraat.
In de omgeving van de stad vindt men de natuurgebieden De Rith nabij Effen, het Liesbos, het Mastbos, de Teteringse Heide, met het Cadettenkamp, de Vrachelse Heide en de Lage Vuchtpolder. Breda is befaamd om zijn bosrijke omgeving, vooral ten zuiden van de stad. Een ander natuurgebied is het Markdal. Het Mastbos is het oudste cultuurbos van Nederland. Het Liesbos bij Princenhage en het Ulvenhoutse Bos staan bekend om hun rijke flora. Naar het zuidoosten toe loopt het bosgebied over in de Chaamse Bossen en de Strijbeekse Heide. Tezamen vormt dit uitgestrekte geheel van cultuurbossen een grote toeristische trekpleister. In Breda-Noord bij de wijk de Asterd ligt het Haagse Beemdenbos en het natuur- en recreatiegebied de Vierde Bergboezem. Bij Dorst ligt de Boswachterij Dorst. In Breda-Zuid is een Bezoekerscentrum Wolfslaar waar regelmatig tentoonstellingen worden gehouden. Tevens is hier een zwembad en kinderboerderij Wolfslaar. De omgeving van Breda kent, ondanks de uitbreiding van stad en infrastructuur, vanouds een belangrijke tuinbouwactiviteit, vooral ten westen van de stad. Men vindt daar glastuinbouw en een centrum voor aardbeienteelt.

## Bevolking

### Demografische kenmerken

Bevolkingspiramide van Breda

In 1927, 1942 en 1997 vonden annexaties plaats en breidde Breda zich verder uit, voorbij de oorspronkelijke stadsgrenzen. Sindsdien omvat de gemeente Breda ook plaatsen als Prinsenbeek en Bavel. In 1940 telde Breda ruim 50.000 inwoners. Halverwege de jaren vijftig was het aantal verdubbeld.
Per 1 januari 2019 had de gemeente een bevolking van 183.873 mensen (bron: CBS), van wie circa 150.000 in de hoofdplaats Breda woonachtig zijn. De hele agglomeratie Breda telt ongeveer 272.000 mensen.

### Religie
Breda is in de late middeleeuwen een zeer religieuze stad. Op 13 maart 1449 wordt op verzoek van Jan IV van Nassau het Sacrament van Niervaert overgebracht naar de Grote-of-Onze-Lieve-Vrouwekerk. Deze gebeurtenis vormt het begin van de gouden eeuw van de stad (1450-1550). De beeldenstorm van 1566 beëindigde deze bloeiperiode en vormde indirect het begin van de Tachtigjarige Oorlog tussen 1568 en 1648. Na de Vrede van Münster (1648) vormde het Nederduits-Gereformeerde geloof tot 1795 de 'staatskerk' van de Republiek en was het katholieken verboden hun godsdienst in het openbaar uit te oefenen.

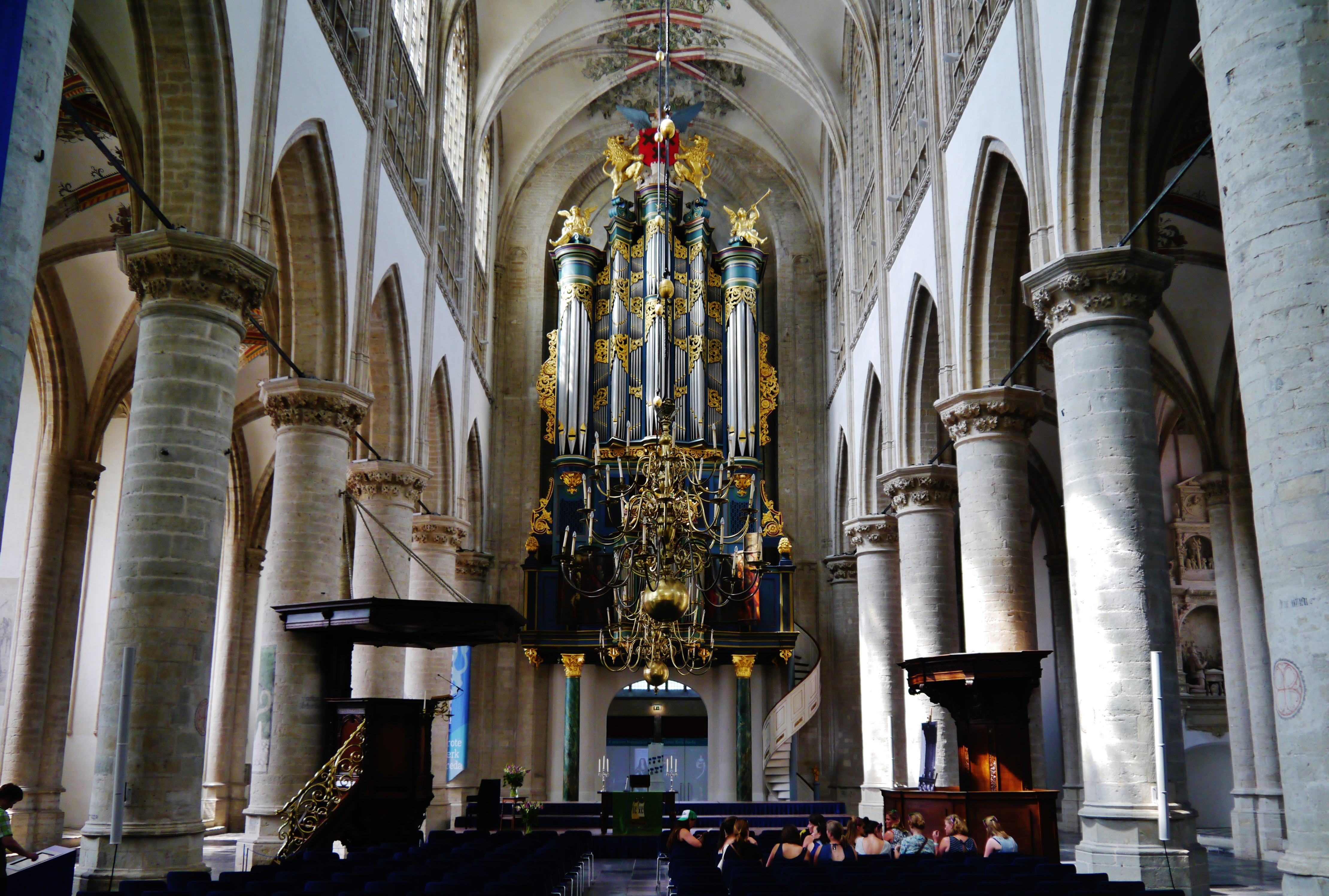
De Grote of Onze-Lieve-Vrouwekerk was doorheen de geschiedenis afwisselend katholiek en protestants.

Hoewel het merendeel van de Bredase bevolking katholiek bleef, is het protestantisme in Breda van belang geweest, mede door de functie van Breda als garnizoensstad. Niet alleen de hervormden, maar bijvoorbeeld ook de lutheranen hadden hier al eeuwenlang een aanzienlijke aanhang. In 1894 werd de eerste gereformeerde kerk gesticht. Diverse gereformeerde denominaties kregen eveneens hun -vaak bescheiden- bedehuis in Breda. In de 19e eeuw ontstond ook een joodse gemeenschap die enkele honderden leden telde en, ondanks de terugslag ten gevolge van de Holocaust, opnieuw een synagoge in gebruik heeft. De Marokkaanse en Turkse gemeenschappen hebben beide een moskee in Breda.
De Franse tijd bracht vrijheid van godsdienst. Hierdoor namen de rechten van katholieken na bijna tweeëneenhalve eeuw weer toe. Sinds het herstel van de bisschoppelijke hiërarchie in 1853 is Breda het kerkelijk-bestuurlijk centrum van het bisdom Breda. Het bisdomkantoor is gevestigd aan de Veemarktstraat.
De middeleeuwse kerken zijn omstreeks 1648 grotendeels in handen van de hervormden gekomen en gebleven. De kloosters werden opgeheven. Dit alles met uitzondering van het Begijnhof dat, onder persoonlijke bescherming van het geslacht van de Nassaus, als enige katholieke instelling in de stad mocht blijven en dankzij die bescherming, als instelling, onder eigen bestuur en met behoud van alle goederen, tot op de huidige dag is kunnen blijven voortbestaan. De katholieken mochten in de 19e eeuw weer kerken bouwen, maar wel in Neoclassicistische (waterstaats)-stijl. Later bouwden ze een aantal neogotische kerken en naarmate de stad zich uitbreidde, tal van kerken in de diverse bouwstijlen die in de eerste helft van de 20e eeuw gebruikelijk waren. Naast kerken werden ook tal van kloosters gesticht. Ook na de Tweede Wereldoorlog ontstonden een groot aantal nieuwe kerken in de nieuwe woonwijken, in stijlen zoals de Delftse School, de Bossche School en het modernisme. Sedert de jaren 60 van de 20e eeuw trad de ontkerkelijking in. Dit had tot gevolg dat tal van kerken aan de eredienst werden onttrokken en een andere bestemming kregen, als ze al niet werden gesloopt.

## Bezienswaardigheden

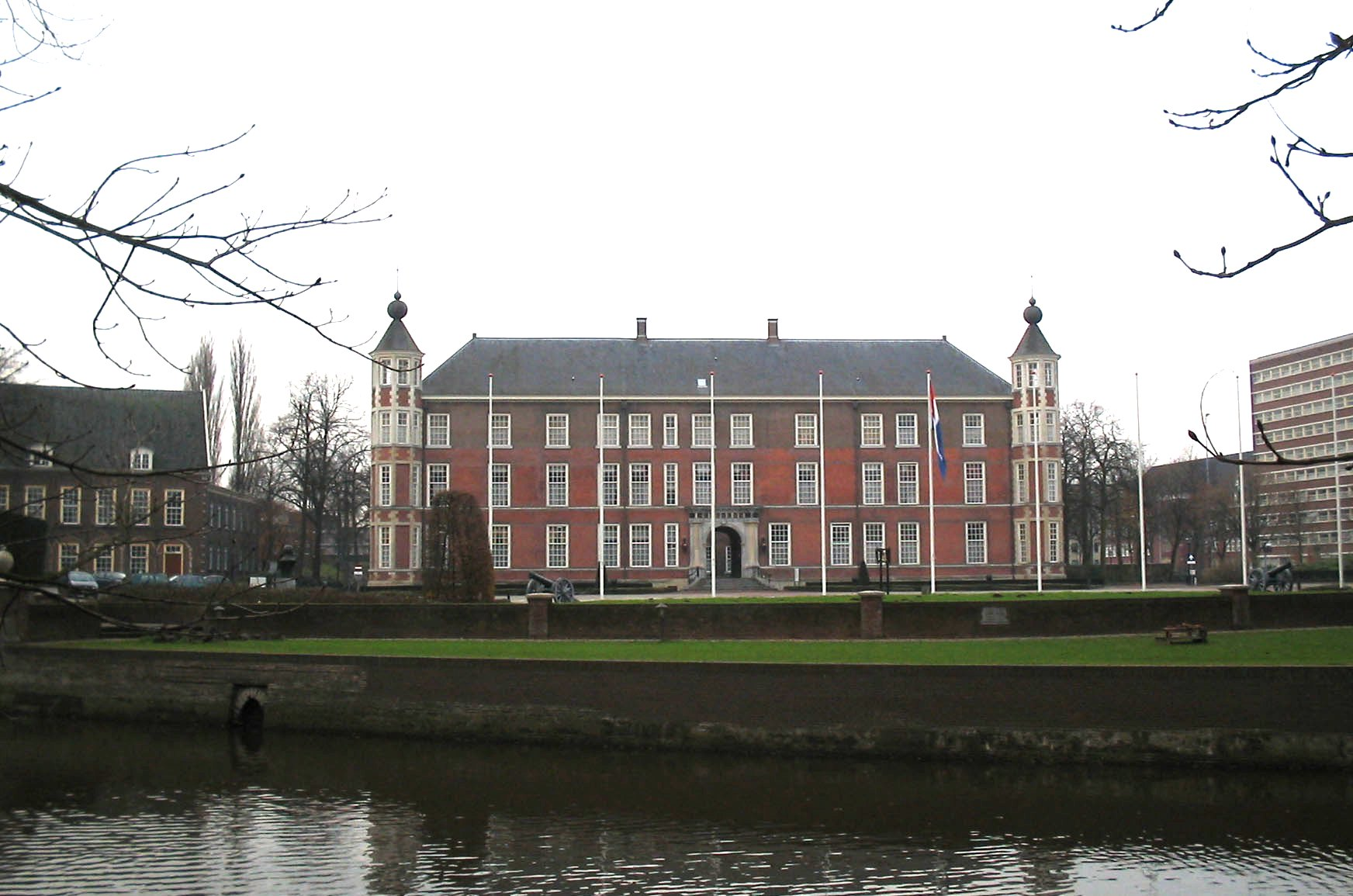
Kasteel van Breda

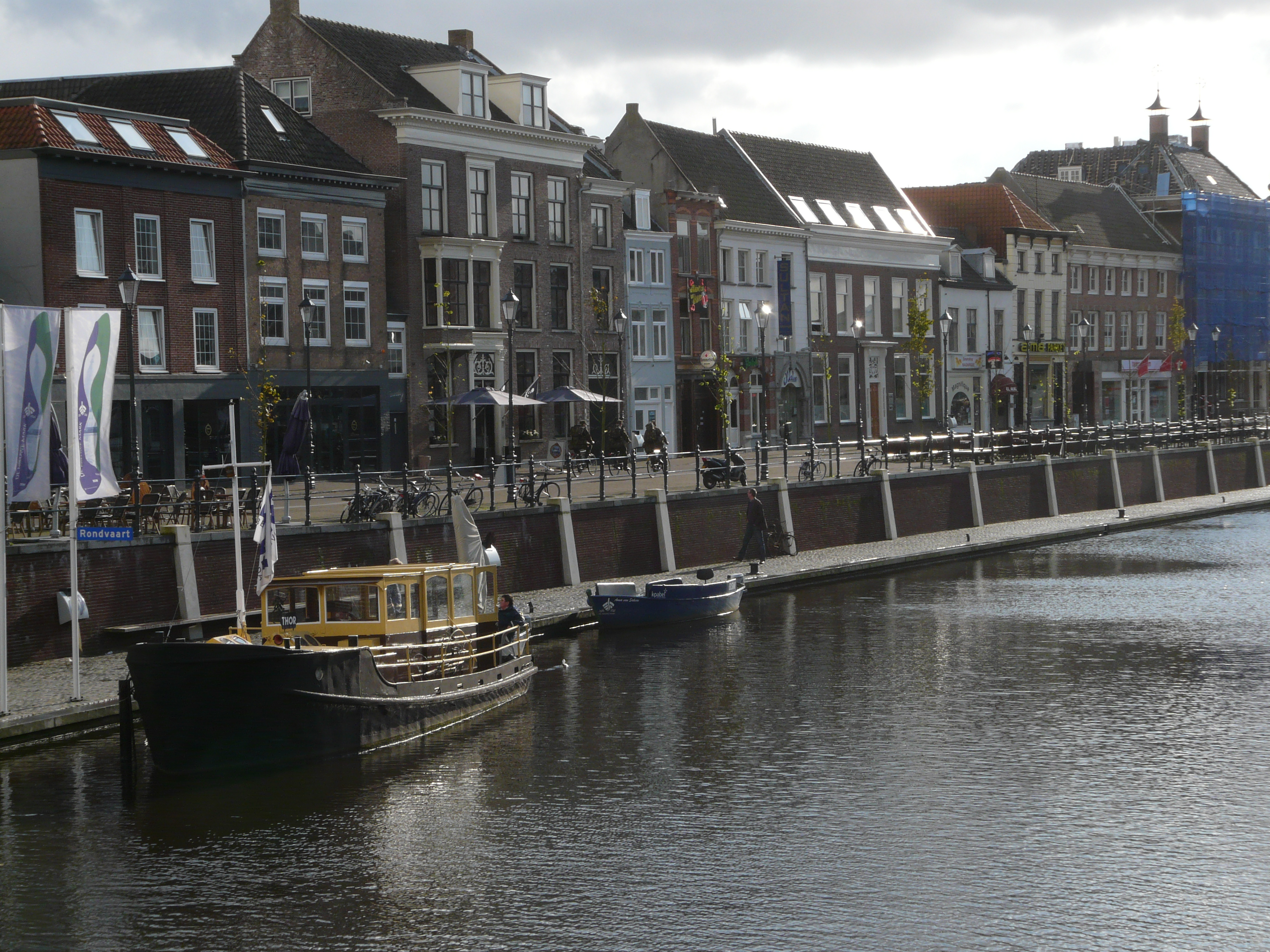
Haven

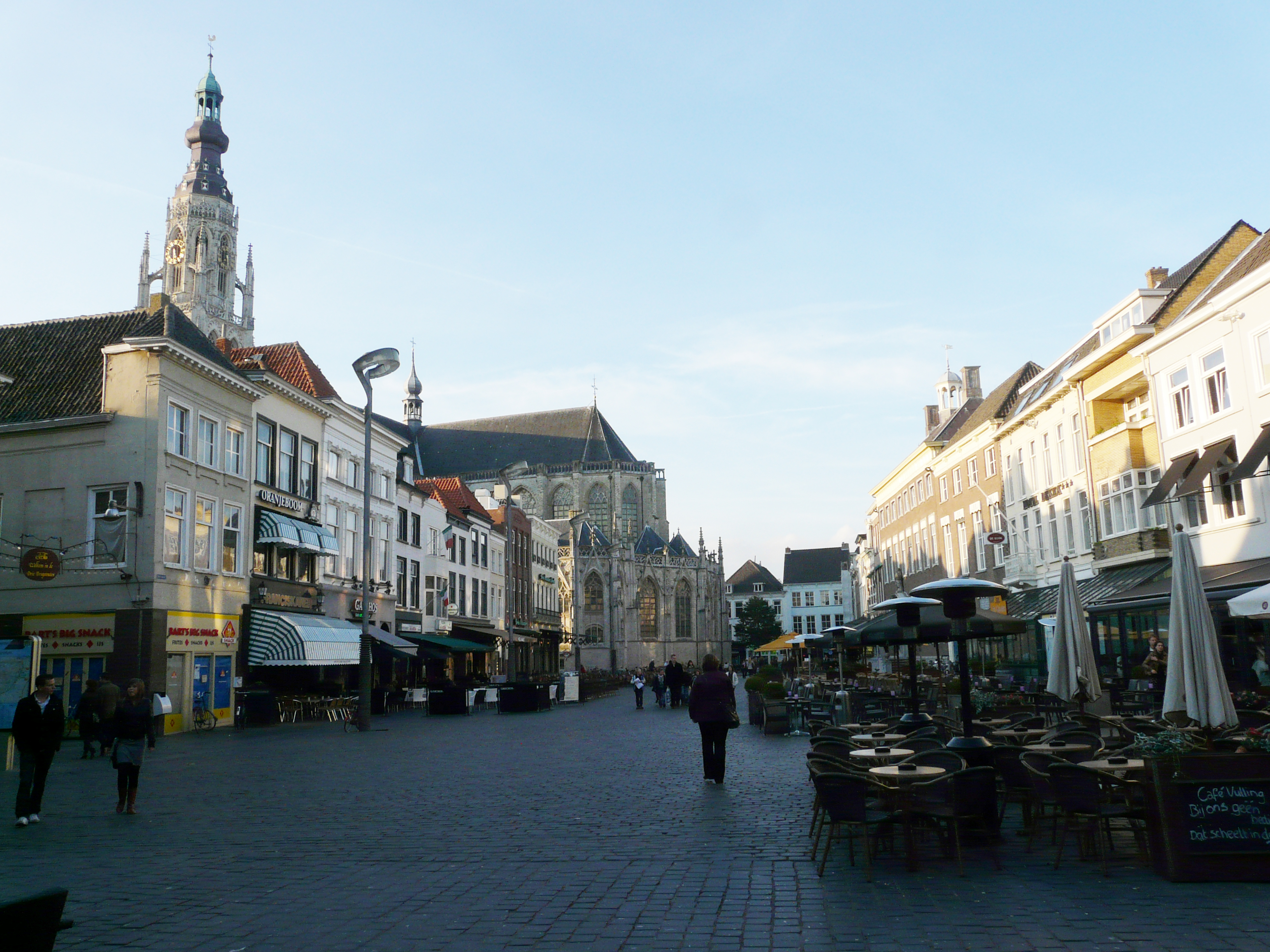
Grote Markt

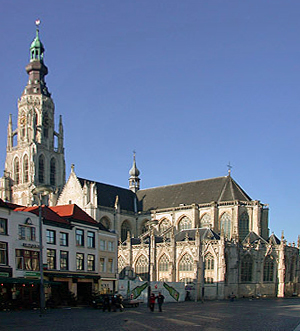
Grote Kerk

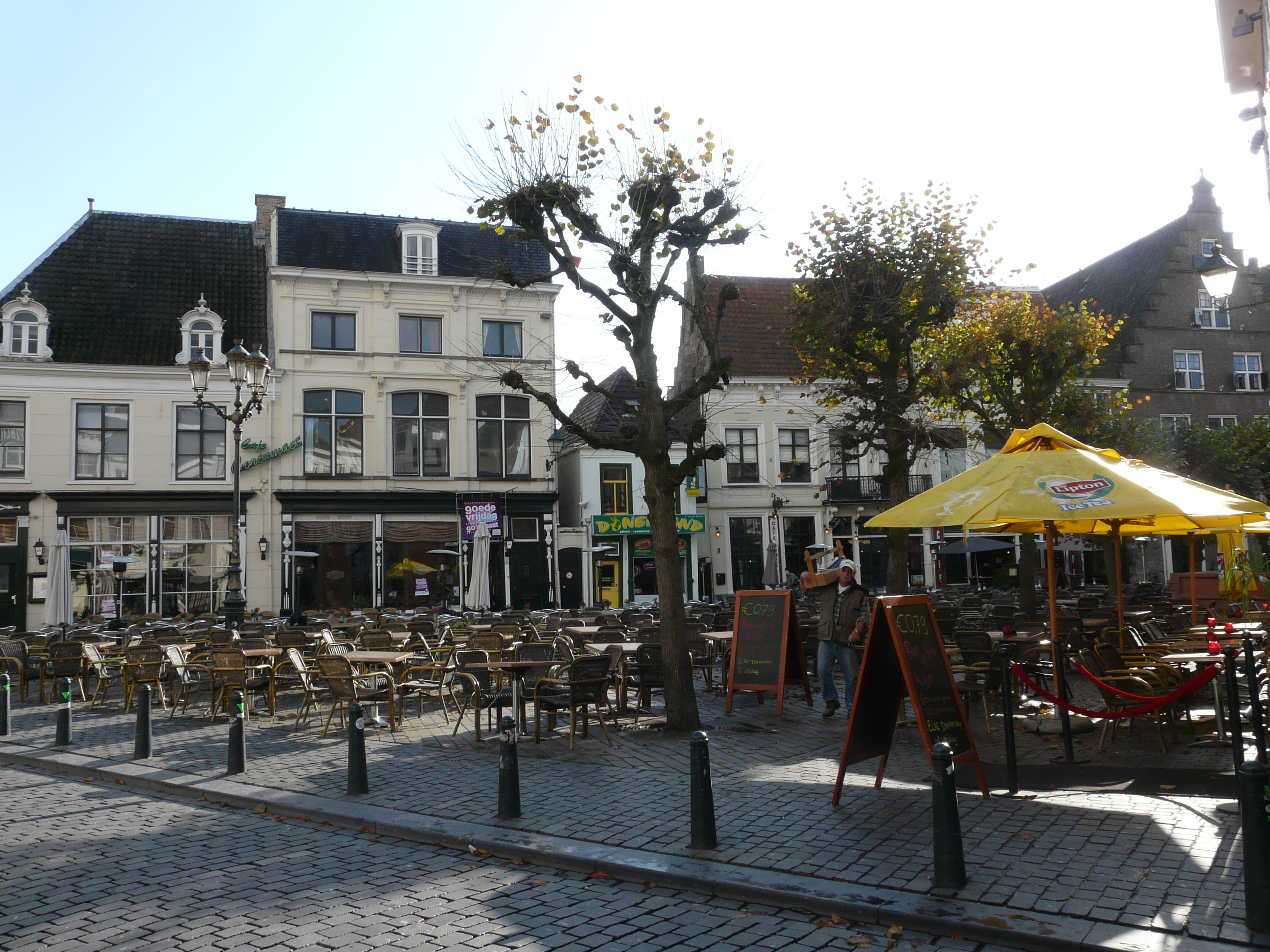
Havermarkt

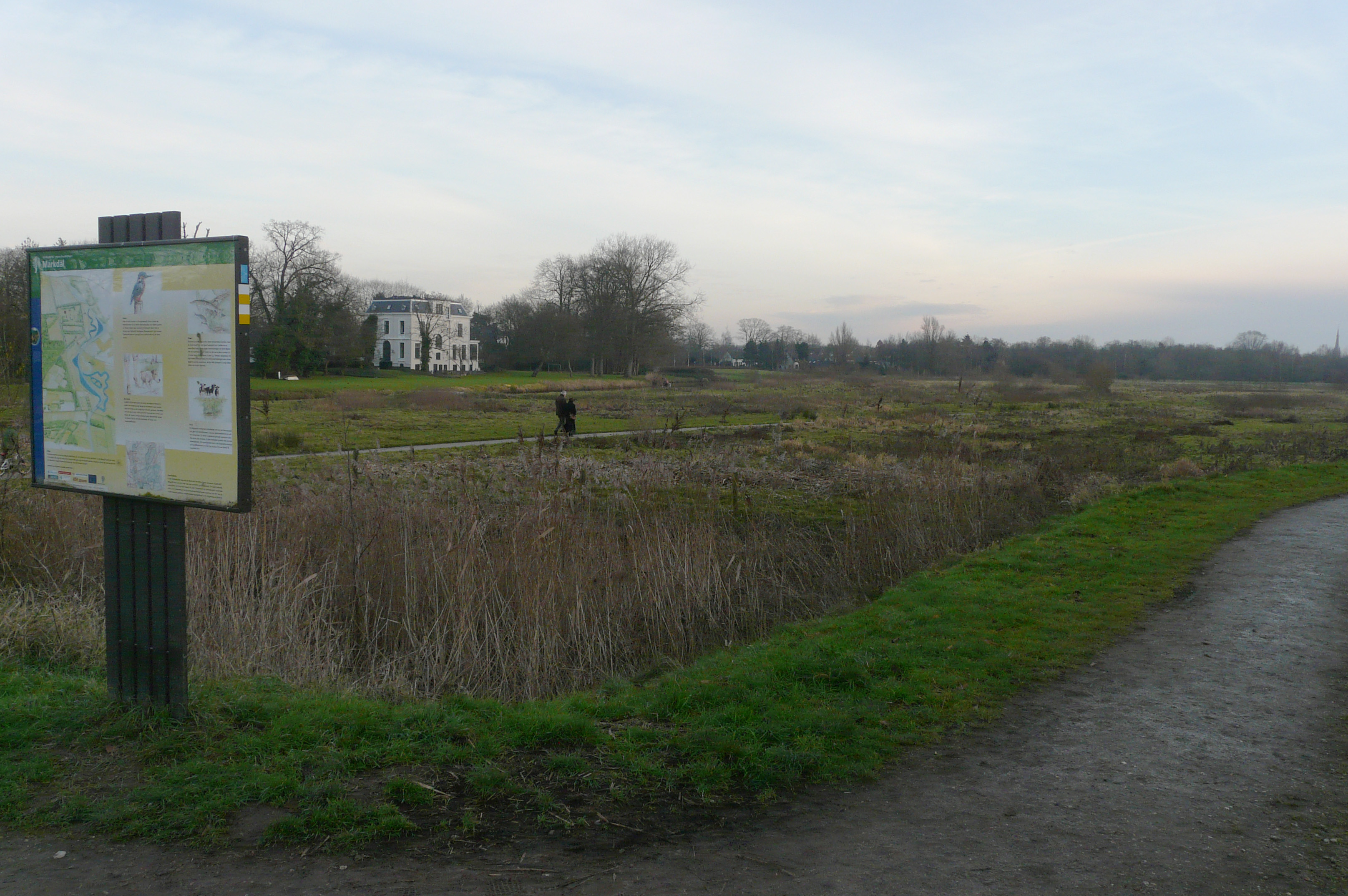
Markdal

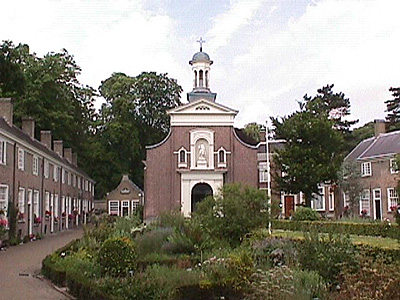
Het Begijnhof

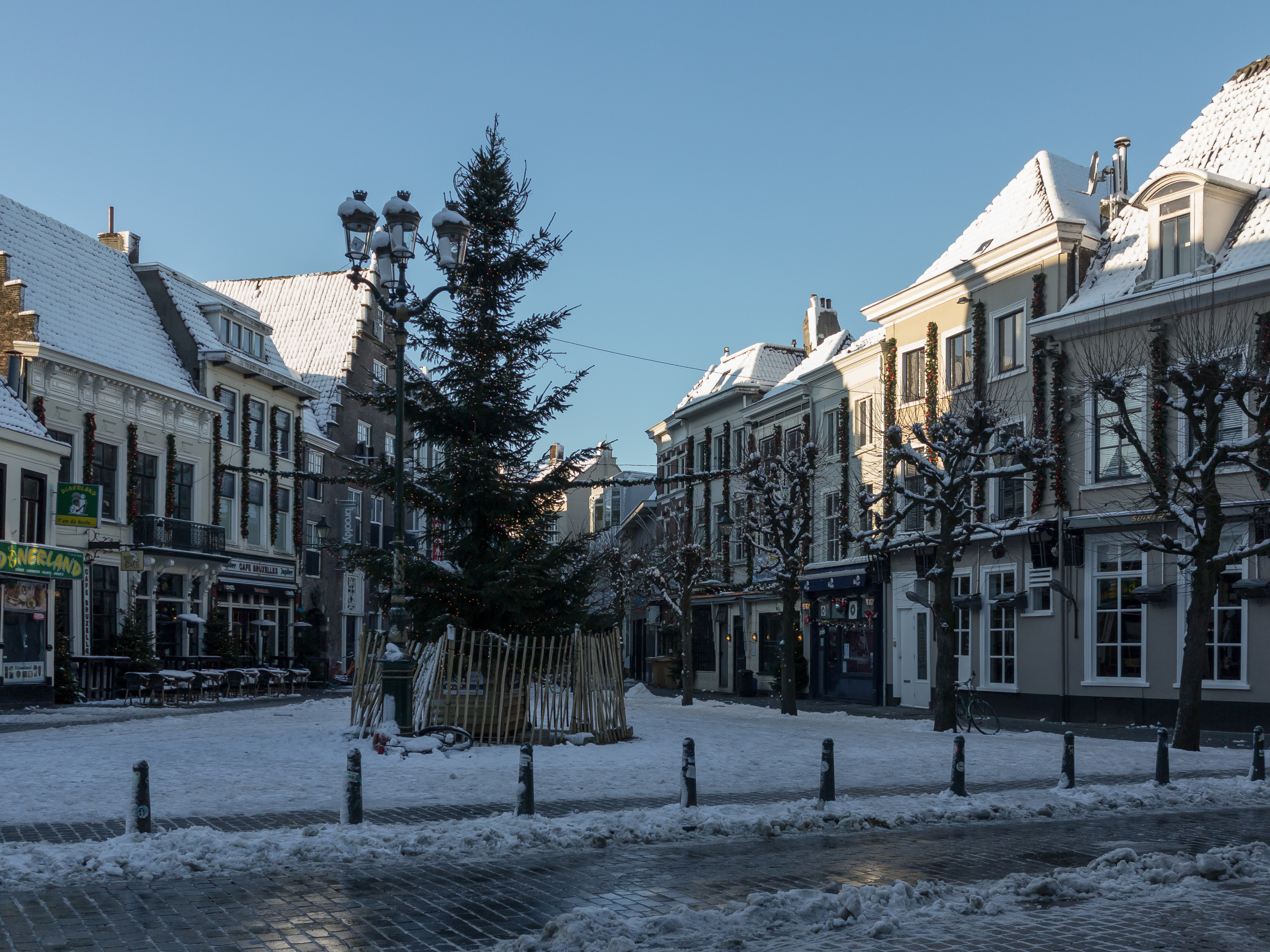
Splitsing Vismarkstraat-Schoolstraat

Een deel van Breda is een beschermd stadsgezicht met uitbreiding en een stadsgezicht in Ginneken. De meeste bezienswaardigheden bevinden zich in de binnenstad van Breda, met uitzondering van het kasteel Bouvigne. De bezienswaardige kerken en kloosters zijn reeds in de rubriek Religie genoemd.
- De Grote- of Onze Lieve Vrouwekerk met onder andere het praalgraf Graaf Engelbrecht II van Nassau en andere grafmonumenten van de heren van Breda op de Grote Markt.
- Het Begijnhof Breda met Sint-Catharinakapel
- De Waalse kerk
- De Sint-Joostkapel
- De Sint-Antoniuskathedraal
- De Sint-Josephkerk, tegenwoordig Theater De Avenue

Hiernaast kent Breda tal van militaire en burgerlijke monumenten:

### Kazernes
Breda heeft eeuwenlang een belangrijke rol gespeeld als vestingstad en bleef ook na de slechting van de vestingwallen, in de jaren 1869-1877, een garnizoensstad waar grote kazernecomplexen verrezen en ook de Koninklijke Militaire Academie gevestigd werd.
De volgende kazernes kunnen worden genoemd (zie ook: Kazernes van Breda):
- De Kloosterkazerne, aan Kloosterplein 20, was een Infanteriekazerne die in 1814 werd gevestigd in de gebouwen van het voormalige Norbertinessenklooster Sint-Catharinadal. Diverse vleugels werden in de loop van de 19e eeuw bijgebouwd, maar in 1993 vertrokken de militairen. Een deel van het complex werd een casino. Op het terrein werd in 1995 het moderne Chassé theater geopend.
- De Chassékazerne, aan de Chassésingel 40, bevindt zich op een terrein dat al sinds de 17e eeuw een militaire bestemming had. In 1765 kwamen de zogeheten Lange Stallen aan de Keizerstraat gereed, waar 264 cavaleriepaarden konden worden ondergebracht. In 1896-1899 vonden eveneens belangrijke uitbreidingen plaats in historiserende stijl: neogotiek en neorenaissance. De militairen verlieten het complex in 1993 waarna het een culturele bestemming kreeg.
- De Seeligkazerne, aan de Fellenoordstraat 93, heeft als oudste deel het Klein Arsenaal uit 1640, vernieuwd in 1836. Het Groot Arsenaal stamt uit 1771 en werd ontworpen door J.C.W. Herlin. Verdere uitbreidingen dateren van 1890 en 1928. Begin 2015 is begonnen dit complex om te bouwen tot een locatie van scholengemeenschap De Rooi Pannen.[6]
- De Trip van Zoudtlandkazerne, aan de De La Reijweg. Ze is in 1912 vernoemd naar Albert Dominicus Trip van Zoudtlandt. Tot aan de Tweede Wereldoorlog was hier het 2e regiment Huzaren gevestigd. Hier was na de bevrijding onder meer de Luchtmacht Officiers- en Kaderschool (LOKS) gevestigd, die in 1967 naar de Vliegbasis Gilze-Rijen vertrok. In 1997 werd in een deel van de kazerne het Generaal Maczek Museum ingericht, dat de geschiedenis belicht van de in 1942 opgerichte Poolse divisie die Breda in 1944 heeft bevrijd. Na de sluiting in 2015 ging het Generaal Maczek Museum in 2020 over in het Maczek Memorial Breda.
- De Marechausseekazerne, aan de Dr. Batenburglaan 180, uit omstreeks 1930.

### Overige militaire objecten en kastelen
- Het Kasteel van Breda met de Koninklijke Militaire Academie (KMA) (Opgericht 1828) bij Park Valkenberg
- Het Spanjaardsgat
- Het kasteel Bouvigne
- De Luchtmachttoren te Breda-Prinsenbeek

### Burgerlijke architectuur
- Het oude stadhuis van Breda, aan de Grote Markt, met voorgevel uit 1768
- Het Laurensziekenhuis, uit 1913, aan de Ulvenhoutselaan te Ginneken
- De koepelgevangenis, kwam gereed in 1886
- De Oude Haven, gedempt in 1966 en weer in functie sinds 2007.
- Het Gerechtsgebouw, uit 1886, aan de Kloosterlaan, in neorenaissancestijl.
- Huis Ocrum, aan de Sint-Janstraat, oorspronkelijk een herenhuis, later een katholiek weeshuis. Het gebouw is in gebruik als culturele instelling.
- Het Koningin Wilhelmina Paviljoen, aan het Kasteelplein 10, uit 1867, in eclectische stijl.
- Stadsschouwburg Concordia, een monumentaal gebouw in eclectische stijl uit 1881, aan het Van Coothplein. Theater tot 1994. Het gebouw wordt bewoond.
- Het Oude Postkantoor, een gebouw uit 1881 aan de hoek van Haven en Vismarktstraat. Sinds 2008 is het in gebruik als restaurant.
- Het Burgerweeshuis was gevestigd aan het Kloosterplein in een voormalig Augustinessenklooster. De voorgevel stamt uit 1888.
- De Vleeshal werd in 1617 gevestigd in een herenhuis aan de Grote Markt 19. De voorgevel stamt uit 1772. Het gebouw is in gebruik als een grand café.
- Het voormalige Oudemannenhuis aan de Boschstraat, oorspronkelijk een Gasthuis, Oudemannenhuis sinds 1634, de laatrenaissance voorgevel uit 1643.
- Het Stadsteerhuis aan de Reigerstraat 4-6 werd gebouwd in 1502. Architect was Cornelis Joos. Oorspronkelijk was het een ontvangsthuis voor belangrijke gasten en sinds 1537 een particuliere herberg. De achtergevel is vrijwel ongewijzigd. De voorgevel werd in de 18e eeuw sterk gewijzigd. Er is een houten spiltrap en de kelder heeft twee haakse tongewelven.
- De Hoofdwacht aan de Halstraat 1 is een gebouw uit 1766. Het gebouw kwam tot stand doordat men de Sint-Janskapel, die tot dan toe als hoofdwacht diende, ingrijpend heeft verbouwd.
- Het voormalig Tuchthuis aan de Halstraat 27 behoorde bij de Hoofdwacht en kwam gereed in 1779. Architect was A. Canters. De gevangenis werd in 1886 ontruimd, toen de Koepelgevangenis gereed kwam. Daarna fungeerde het gebouw als militair wapen- en kledingmagazijn.
- De Vishal (ook: Vismarkt) bevindt zich aan de Haven. Het is een open hal uit het eind van de 18e eeuw met hardstenen Toscaanse zuilen.

### Woonhuizen
De Hofhuizen zijn een type grote huizen waarin de hofhouding van de Nassaus resideerde. Ook betekent het een wooncomplex dat rond een binnenplaats was gebouwd met een poort die op de straat uitkwam. De Hofhuizen zijn karakteristiek voor Breda.
De overige woonhuizen zijn meestal van na de middeleeuwen, daar de stadsbranden van 1490 en 1534 de meeste huizen, op de kelders na, hebben verwoest. Het oudste huis is De Iseren Leeu aan de Visserstraat 10, uit 1490. Het bezit in het achterdeel nog restanten van het laat-15e-eeuws houtskelet. Later kreeg de kelder tongewelven. De eclectische voorgevel is uit 1884. Ook de huizen Warenborgh en Huis van Montes (Visserstraat 16-18) werden in 1490 gebouwd, en wel door de deken van het kapittel, Karolus Oudaert. De kapconstructie is nog uit die tijd, terwijl één der vertrekken 16e-eeuwse muurschilderingen bevat. Verdere huizen met oude bouwresten zijn De Dry Mooren aan Visserstraat 31, en Tolbrugstraat 15.
Na 1534 werden er subsidies voor bakstenen en dakpannen verstrekt en werden de huizen in steen herbouwd. Hoewel de meeste van deze huizen in de 19e eeuw van een nieuwe voorgevel werden voorzien, zijn nog resten van deze huizen te vinden in de vorm van kelders en balklagen, zoals Vismarktstraat 18-18a. Ook huis Het Kleyn Beerken aan de Sint-Jansstraat 20 is kort na 1534 gebouwd boven een 15e-eeuwse kelder. Omstreeks 1550 werd het achterhuis gebouwd. Het pand heeft nu een 18e-eeuwse lijstgevel en werd in 1996 gerestaureerd. Ook huis De Dry Keerssen stamt uit de 16e eeuw. Van deze voormalige mouterij bleef de oostelijke trapgevel gespaard bij de verbouwing van 1860. Het huis Den Oraengienboom, met trapgevel, aan Grote Markt 59 stamt uit 1585. In 1932 werd de gevel gerestaureerd.

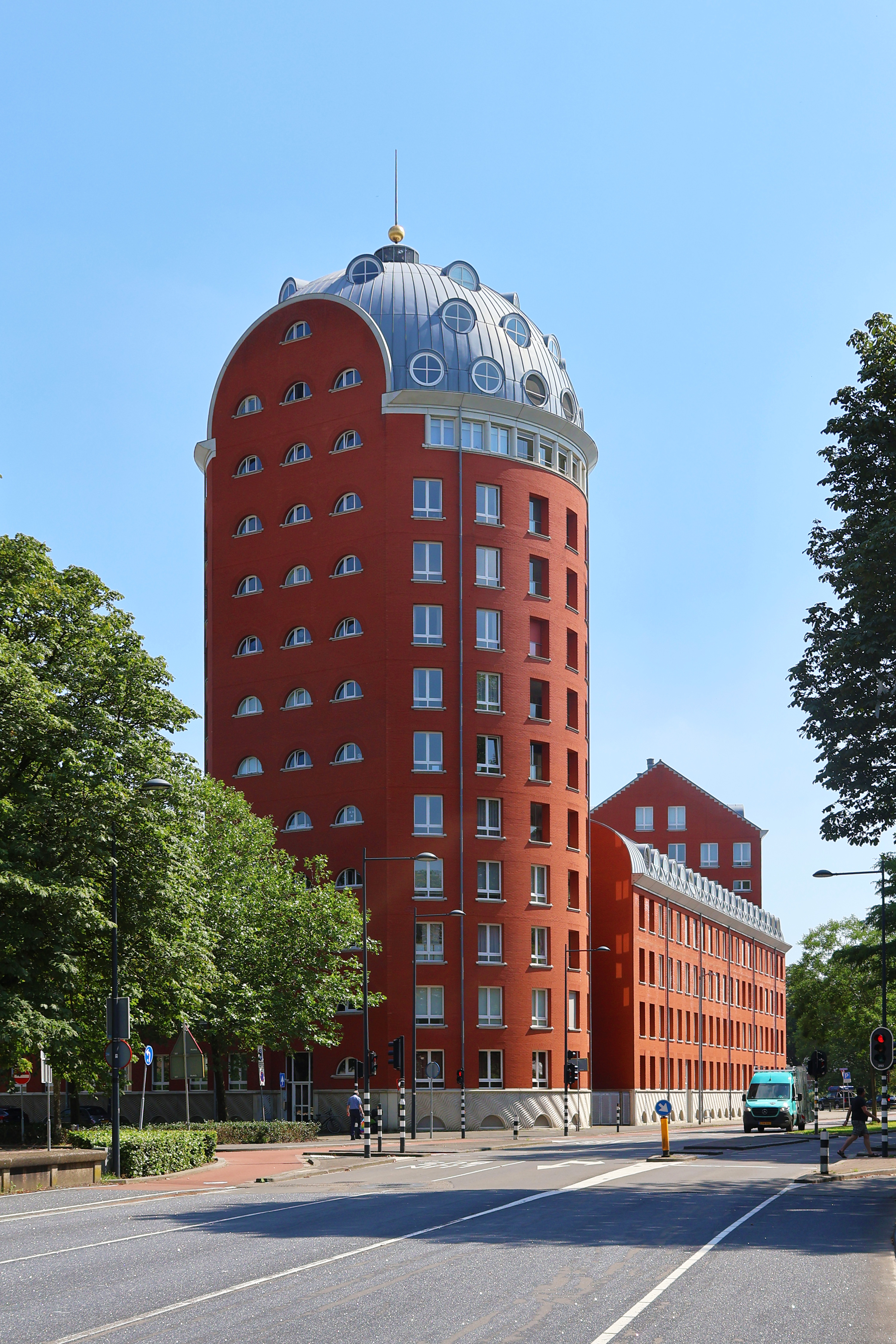
De Poort van Breda

In 1603 was er opnieuw een grote brand, nu in het Haageind. De herbouwde gevels waren in renaissancestijl. Uit 1605 stamt het huis De Sevensterre aan Haagdijk 74-76, met een trapgevel. Hiernaast ligt Den Wildeman aan Haagdijk 78, uit 1613. Dan is er De Cleynen Wildeman aan Haagdijk 82, uit 1605. Aan de Haagdijk 11 ligt De Roy scheir uit het begin van de 17de eeuw, en Het Zwarte Lam vindt men aan Haagdijk 22. Deze huizen hebben trapgevels, evenals het huis Prins Maurits aan Grote Markt 61, dat van omstreeks 1612 dateert.
Later in de 17e eeuw werden de gevels soberder en strakker vormgegeven. Voorbeelden zijn Huis de Vogelstruys aan de Havermarkt 21 uit 1665, met een bovenlicht uit 1780, dat vanaf 1697 nog een refugehuis voor de zusters van het klooster Sint-Catharinadal is geweest. Andere voorbeelden zijn het pand Reigerstraat 32 en de trapgevel uit 1708 van huis Den Vergulden ABC aan Grote Markt 56, alsmede de lijstgevel aan Grote Markt 10.
Uit de 18e eeuw dateren tal van gevels. Het betrof hierbij vooral verbouwingen van bestaande huizen. Ook werden bestaande, smalle, panden wel samengevoegd tot een monumentaal huis. Voorbeelden hiervan zijn de Witte Wijngaerd aan de Veemarktstraat 66-66a uit 1719-1720 en De Vergulde Craen aan Veemarktstraat 23, het linkerdeel in 1728 werd gebouwd. De ingang van deze huizen is in Lodewijk XIV-stijl.
Ook de Lodewijk XVI-stijl is goed vertegenwoordigd, met huizen als Den Anker aan Haven 4, in 1789 gebouwd als brouwershuis, Haven 14 uit 1790, Haven 9, Huis De Olyton aan Boschstraat 35 uit 1791, In den Bonten Osch aan Ginnekenstraat 88, uit 1790, en Haven 20. Huizen in Empirestijl zijn Veemarktstraat 44 uit 1803, Nieuwstraat 13, Prinsenkade 9 en Ridderstraat 23.
Tal van kenmerkende woningen uit de 19e en 20e eeuw zijn eveneens aanwezig, alsmede een aantal monumentale 19e-eeuwse villa's.

## Kunst en cultuur

### Film, theater en muziek

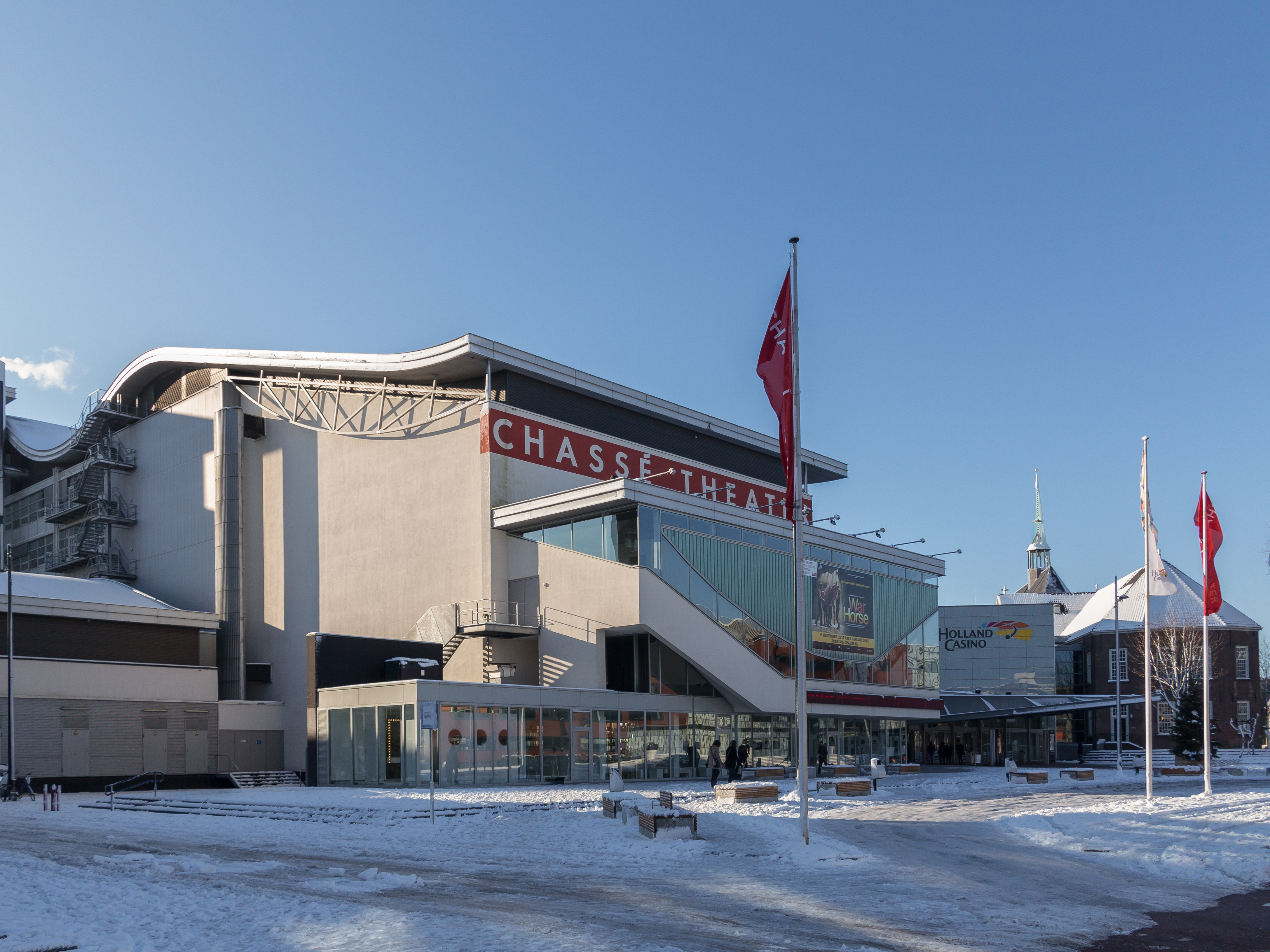
Breda, het Chassé theater

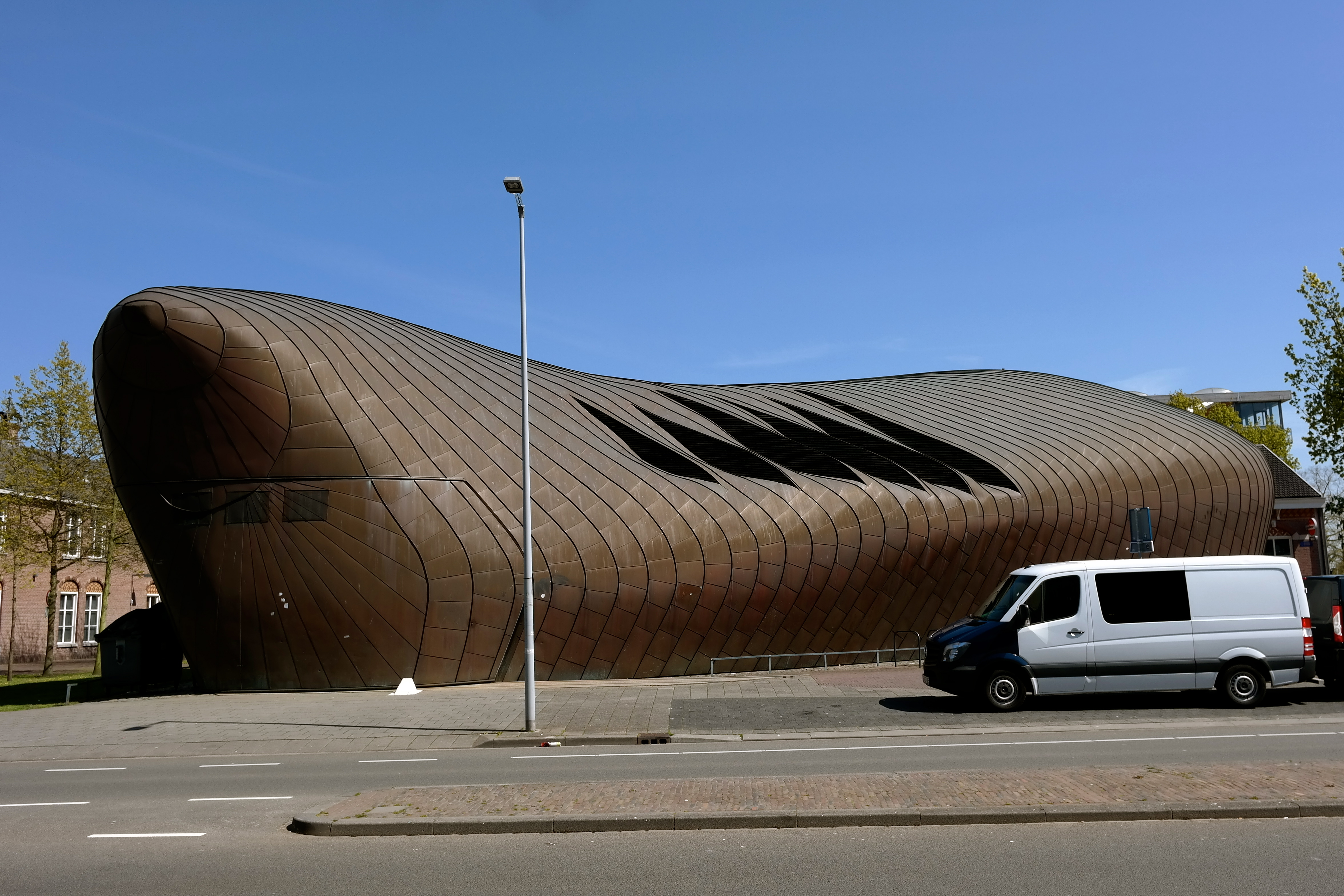
Poppodium Mezz

Sinds november 2008 beschikt Breda over een Pathé-bioscoop (met zeven zalen) in het Turfschip aan het Chasséveld in Breda Centrum. Sinds augustus 2016 is er een Kinepolis-bioscoop (met 10 zalen) op het Breepark. De stad huisvest een groot theater, het Chassé Theater. In dit theater is ook Chassé Cinema te vinden, een bioscoop die voornamelijk arthouse-films draait. Jaarlijks vindt het BUT Film Festival plaats, georganiseerd door IDFX. Ook vond in Breda het International Film Festival plaats.
De Nieuwe Veste is het centrum voor beeldende kunsten, theater, dans en muziek. Het is begin jaren 90 ontstaan uit een fusie tussen de oude muziekschool en centrum 'De Beeldenaar'. De Nieuwe Veste huist boven de hoofdvestiging van de Openbare Bibliotheek en heeft naast vele les- en praktijklokalen een eigen toneelzaal, concertzaal en opnamestudio.
Poppodium Mezz is een muziekzaal met een totale capaciteit van 800 personen, verdeeld over twee zalen. Het hoofdpodium van Mezz is gehuisvest in een opvallend gebouw, ontworpen door Erick van Egeraat. Dit geheel met koper bedekte amorfe gebouw is feitelijk een uitbreiding van het gebouw van de officiersmess van de voormalige Chassékazerne. Deze mess is volledig gerenoveerd en huisvest het Mezz Café. Het poppodium dankt haar naam aan de oude officiersmess.

### Musea
- Kunsthistorische Musea:

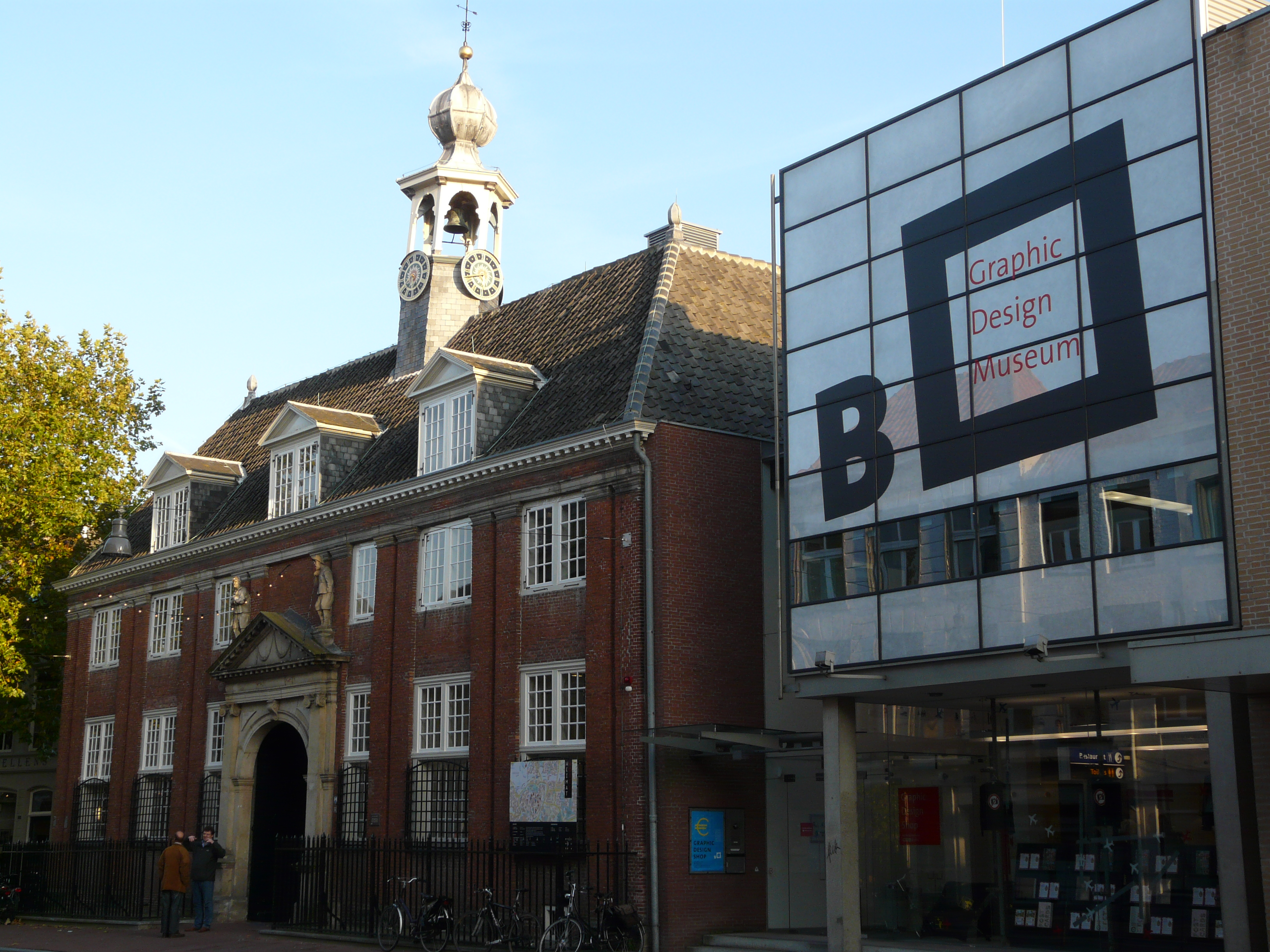
Stedelijk Museum Breda

- Het Stedelijk Museum Breda, met een focus op lokale kunst en erfgoed
- Het Princenhaags Museum
- Kasteel Breda (alleen op afspraak te bezoeken via het VVV)
- Religieuze Musea:

- De Onze-Lieve-Vrouwekerk huisvest een locatie van het Museum Catharijneconvent;
- Het Begijnhof heeft een eigen museum.
- Het Bisschoppelijk Museum (opgegaan in het stedelijk museum)
- Oorlogmusea:

- Het Maczek Memorial Breda
- Het Museum Oorlog en Vrede Breda
- Biercultuur

- Bierreclame Museum
- Het Fust, regionaal biermuseum (gesloten sinds 2004)
- Overige musea:

- Het Heemkundig Museum Paulus van Daesdonck
- Het Miniaturen- en Poppenhuismuseum
- NAC Museum
-Museum of the Image (MOTI) en het  Breda Museum opgegaan in het Stedelijk Museum

### Beeldende kunst
Elk jaar worden Open Ateliers Breda (OAB) georganiseerd waaraan ruim veertig kunstenaars deelnemen. Ook zijn er de jaarlijks terugkerende festivals zoals de cultuurnacht Breda, Graphic Matters en BredaPhoto.
Enkele kunstinstellingen zijn:
- Aardappel Imperium
- Artilabo
- De Stilte
- Gebouw C

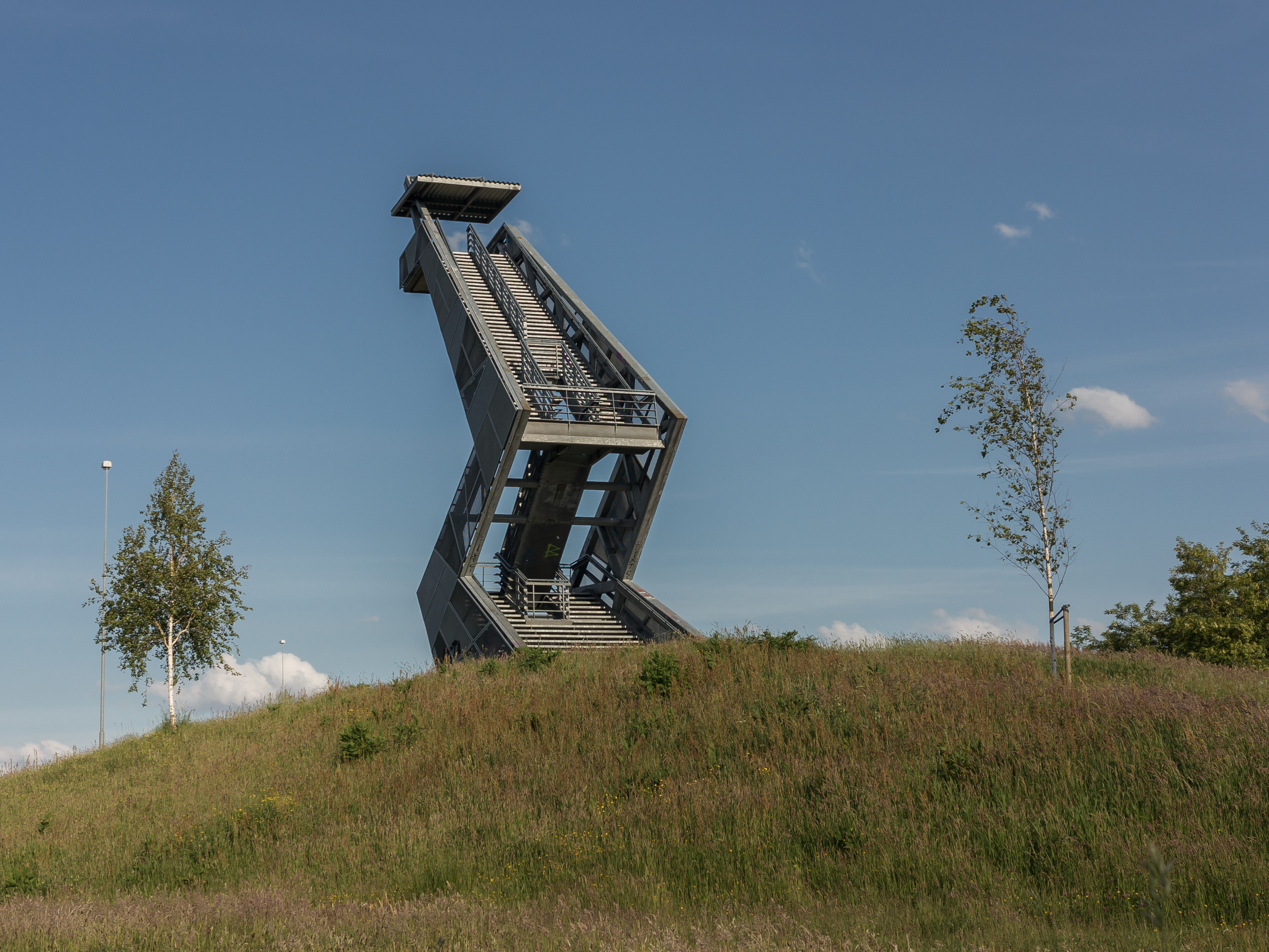
Sculptuur bij de Vinkenbergseweg

- Kunstenaars Ontmoetings Plaats (KOP) in Kunstreactor Electron
- The Loads
- The S.C.E.N.E.
- Theaterwerkplaats Tiuri
- Para
- Podium Bloos
- Stadsgalerij Breda

In de stad zijn diverse kunstwerken te zien; zie de lijst van beelden in Breda.

### Evenementen

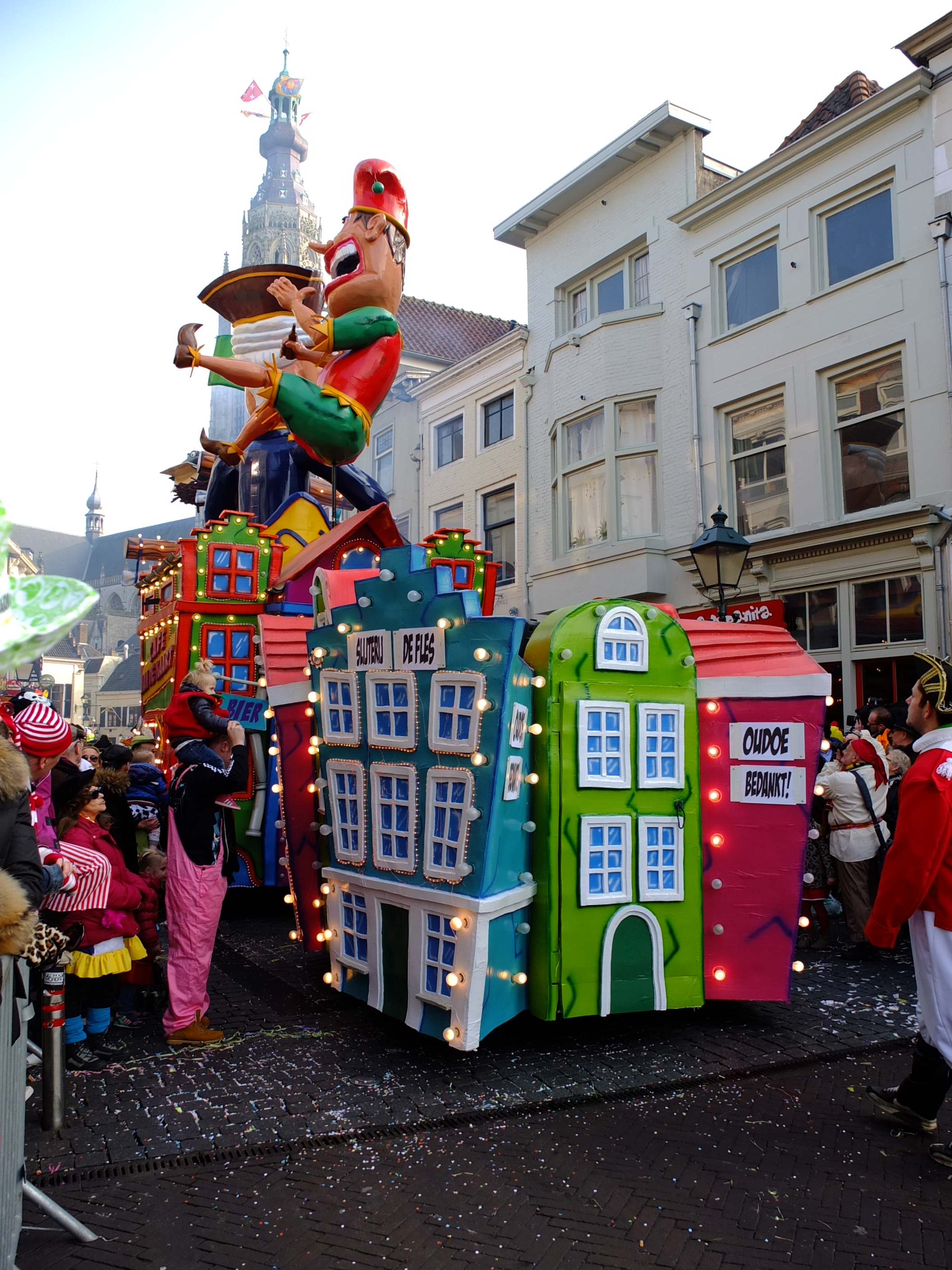
Carnaval in Breda (Kielegat)

In Breda worden elk jaar verschillende evenementen verspreid over de stad gehouden. Een aantal vindt plaats in het centrum op de Grote Markt en op andere locaties en wijken van Breda.
Het carnaval wordt in de gehele gemeente Breda gevierd. Elke voormalige gemeente heeft haar eigen versie van dit feest. Zo heet Breda zelf Kielegat, Ulvenhout wordt het Bosuilendorp, Bavel heet Baviaonenland, Prinsenbeek heet Boemeldonck, Princenhage heet 't Aogje en Teteringen heet dan Totdenringen. De wijk Haagse Beemden heeft Giegeldonk als carnavalsnaam.
Het Breda Jazz Festival, Breda Barst, Dancetour en Palm Parkies zijn vier jaarlijkse muziekevenementen. Enkele andere jaarlijks terugkerende evenementen in Breda zijn BredaPhoto, Outdoor Brabant, Brabantse Kastelendag, Cultuurnacht Breda, Graphic Matters, de Dag van de Bedevaart, het International Film Festival Breda en de Stripbeurs.
Vanaf 19 december 2008 tot en met 24 december 2008 stond het Glazen Huis van 3FM Serious Request op de Grote Markt. Ook in 2016 werd Serious Request in Breda georganiseerd.

### Uitgaansleven
Breda is een bekende uitgaansstad, vooral rond de Havermarkt en de Grote Markt. Breda kent geen grote discotheken aan de rand van de stad, maar enkele, met discotheken vergelijkbare, kleine en middelgrote nachtcafés. In tegenstelling tot aangrenzende cafés zijn deze horecagelegenheden overdag gesloten. Buiten de binnenstad is er onder andere horeca aan de Ginnekenmarkt in het Ginneken.
In het centrum is in de voormalige Kloosterkazerne aan de Claudius Prinsenlaan, later het Holland Casino Breda gevestigd. Dit casino is verhuisd vanuit zijn eerdere vestiging aan de Bijster. Naast het Holland Casino is ook het door Herman Hertzberger ontworpen Chassé Theater gevestigd. Bioscoop Pathé Breda is gevestigd in het Turfschip op het Chasséveld.

## Sport

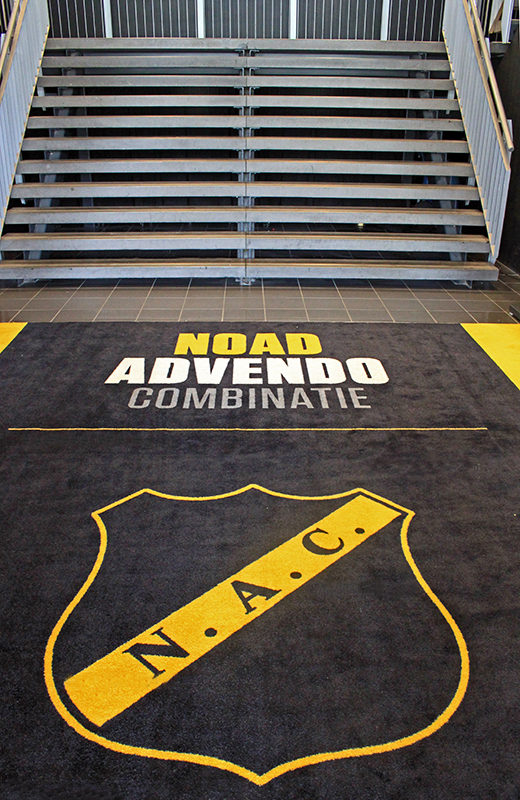
Logo van NAC Breda

De plaatselijke voetbalclub NAC Breda komt uit in de Eredivisie en speelt zijn wedstrijden in het Rat Verlegh Stadion. De club won eenmaal het landskampioenschap en de KNVB Beker. Ook Velocitas heeft het bekertoernooi een keer gewonnen, maar de club werd in 1932 opgeheven. NAC heeft een trouwe aanhang die wekelijks op vrijdag of zaterdag het 'avondje NAC' komen bezoeken. Alleen risicowedstrijden worden meestal op zondag gespeeld. Op amateurniveau speelt onder meer VV Baronie. Deze club is meermaals kampioen geworden van de zondagamateurs en twee keer algeheel amateurkampioen. De voormalige amateurclub Velocitas won de KNVB-Beker in 1900.
Er zijn in de stad nog veel andere sportverenigingen. A.V. Sprint is bijvoorbeeld de grootste atletiekvereniging van Nederland, is gevestigd in Breda en komt met het vrouwenteam uit in de Eredivisie. BredaGym, die haar trainingsaccommodatie onder andere in Prinsenbeek en het Noorderlicht heeft, is de enige vereniging in de regio die binnen de acrobatische gymnastiek het hoogste niveau (A lijn) aanbiedt. Ook binnen het damesturnen komen zij uit in het hoogste landelijke niveau. De Burgst is de grootste volleybalvereniging van Breda, het eerste dames- en herenteam komen uit in de 2e divisie. Bredase Hockey Vereniging Push is een bekende hockeyvereniging. Daarnaast is er ook nog BH & BC Breda, die vooral bekend staat om zijn gezelligheid, maar toch ook wel op topniveau hockeyt. Heren 1 speelt in de overgangsklasse en speelde voorheen in de Hoofdklasse, ook heeft de club vaak minimaal 2 jeugdteams op Landelijk niveau. In Breda Noord is de De Bredase Rugby Club (BRC) gevestigd. Roeivereniging Breda, gelegen ten Noorden van Breda aan de rivier de Mark in Terheijden. Zwemvereniging SBC 2000 met als thuisbasis zwembad De Wisselaar in Breda Noord. In totaal telt de stad drie zwembaden. Niet ver van De Wisselaar bevindt zich het Schaats- en Racketcentrum Breda, een groot sportcomplex. Breda telt één basketbalvereniging, namelijk Barons. Aan de zuidkant van de gemeente Breda in Ulvenhout zijn er verschillende sport clubs zoals Voetbalvereniging UVV '40, tennisvereniging UTPV en Handboogsportvereniging Alliance 'd Amitie.
In Breda worden verschillende sportevenementen gehouden zoals de Bredase Singelloop, de Haagse Beemden Loop, City Golf Breda, Outdoor Brabant, Breda Future en ParaGamesBreda. De Open Bredase TurnKampioenschappen (OBTK) is een van de grootste turnwedstrijden van Nederland die reeds 20 jaar wordt georganiseerd. Ook is er elk jaar een internationaal Acrobatisch Gymnastiek evenement in Breda te vinden (BOAC). In 1966 startte de eerste editie van de wielerklassieker Amstel Gold Race in Breda. De aanloop naar de Limburgse heuvels bleek lang, door wegwerkzaamheden moesten de deelnemers zelfs 50 kilometer omrijden. In 1967 werd de start naar Helmond verplaatst.
Mogelijkheden voor buitenrecreatie zijn er onder andere bij de Galderse Meren en de Asterdplas.
Op zondag 21 augustus 2022 was Breda start- en finishplaats van de derde etappe van de Ronde van Spanje 2022. De gemeente Breda betaalde hiervoor € 950.000. De etappe werd gewonnen door de Ier Sam Bennett.

## Economie
Gedurende de 19e eeuw kwam de moderne industrie op. Tal van bedrijven vestigden zich in Breda, waaronder bierbrouwerijen, voedingsmiddelenindustrie, lucifersfabrieken en ijzergieterijen. Veel bedrijven die landelijke bekendheid vergaarden bestaan niet meer, zoals De Faam (1838-2014, suikerwerken, drop, pepermunt), Kwatta (1883-1977, chocoladeproducten), brouwerij Drie Hoefijzers (1853-2004, latere merknamen Skol, Breda Bier, Oranjeboom Bier), Etna (1856-1983, ijzergieterij en fabriek van fornuizen) en Loda (tot 2004, producent van onder meer Lodaline-schoonmaakmiddel). Een uitzondering is Hero (1914-heden), dat jam, vruchtendranken en andere fruitproducten produceert.
Breda is veranderd in vooral een dienstverlenende stad waarbij van meerdere bedrijven een hoofdkantoor in Breda is te vinden. Enkele van deze ondernemingen zijn General Electric, ExxonMobil, Texaco. Daarnaast is de foodindustrie vertegenwoordigd met bedrijven als Hero, Perfetti Van Melle en Royal Cosun. Nieuwere initiatieven zijn onder andere de Triple O Campus en het stationsgebied.
In de gemeente Breda zijn 30 bedrijventerreinen, waaronder De Krogten, Achter Emer, Emerlaken, Steenakker, Doornbos-Oost, Moleneind, Hoogeind, Heilaar, Posthoorn en Moskes. Het hoogste kantoorgebouw in Breda is de 72 meter hoge Luchtmachttoren langs de A16 in Breda Noord-West, waar de leiding van de Koninklijke Luchtmacht is gehuisvest.
Andere (voormalige) grote werkgevers in Breda waren:
- Hollandsche Kunstzijde Industrie (H.K.I.) (1921-1982), gedurende de jaren 20 opgegaan in Enka en sinds 1929 Algemene Kunstzijde Unie en later opgegaan in AKZO. De eerste sluitingsplannen dateerden van 1970 maar gingen vanwege heftige protesten niet door. Uiteindelijk werd de fabriek in 1982 alsnog gesloten.
- Machinefabriek Breda voorheen Backer & Rueb, (1862-1993), stoommachines, industriemachines, constructiewerk, locomotieven
- De Bredasche Beetwortelsuikerfabriek (1871-2009) werd op het grondgebied van Princenhage opgericht in 1871 als: fa. Van Aken, Segers & Co.. In 1874 werd de fabriek verkocht aan Felix Wittouck, SA Sucreries de Breda et Berg-op-Zoom, vanaf 1905: NV Suikerfabrieken Breda en Bergen op Zoom, en in 1908: NV Algemeene Suikermaatschappij (ASmij). In 1918 ging het bedrijf op in de CSM, dat in 2007 door Suiker Unie werd overgenomen. Reeds in 2004 werd de suikerproductie te Breda gestaakt en werd een deel van de installatie aan Suiker Unie verhuurd voor onder meer stroopfabricage. De sloop vond plaats in 2009, inclusief de twee grote silo's, daterend uit respectievelijk 1968 en 1973 .
- Philips Electro Acoustiek (ELA) verhuisde in 1970 van Eindhoven naar Breda, maakte aanvankelijk microfoons, luidsprekers en bioscoopcamera's, later vooral televisiecamera's. Via diverse overnames is het bedrijf onderdeel geworden van Belden, dat opereert onder de naam GrassValley Nederland.
- Parket Fabriek N.V. Aug. Lachappelle (Antwerpen-Breda-Amsterdam, sedert 1901), parketvloeren, naamgever van de Lachappellestraat, destijds gevestigd op nr. 12. Het bedrijf is gevestigd te Roosendaal.
- Lonka, snoep en suikerwaren. Lonka NV is opgericht in Breda (Minister Nelissenstraat en Zonnebloemstraat) in 1920. Oorspronkelijk als 'Lonca', afgeleid van London Caramel Works, gevestigd te Roosendaal
- Teolin - Verffabrieken (voorheen Wagemakers, later verffabriek Herbert) voorheen aan de Poolseweg (later Generaal Maczekstraat geheten). Op het terrein van de voormalige verffabriek zijn woningen gerealiseerd.
- Luciferfabriek C. Looijens (1890) (later VHLF)
- N.V. Preservenbedrijf, fabrikant van onder andere Nibb-it-zoutjes, aan de Haagweg (dochter van Amstel, tot 1970?)
- Molenschot, weegwerktuigen (Eerste Nederlandsche Fabriek van Weegwerktuigen Jan Molenschot en Zoon B.V.). Precia-Molen, leverancier van industriële weegapparatuur van 0,1 g - 100.000 kg, werd opgericht in 1867. Na 140 jaar gevestigd te zijn geweest aan de Teteringsedijk heeft Precia-Molen in 2007 de Bredase binnenstad verlaten. Thans gevestigd op het industrieterrein “Haagse Beemden” in Breda.
- Van Melle snoep, drop en suikerwaren (ongeveer 1983-heden. (Na het vertrek van Enka). Vanaf 2001 is de naam Perfetti van Melle.
- Saval B.V., brandblussersca. De firma “Nederlandsche Fabriek, van Saval Schuimbluschapparaten” werd in 1925 opgericht. “Saval” is een samentrekking van de woorden “Saving All”.
- Jumbo DC Breda (voorheen C1000). Gevestigd op industrieterrein IABC. Hier zijn meer dan 500 mensen werkzaam.

### Winkels en markten

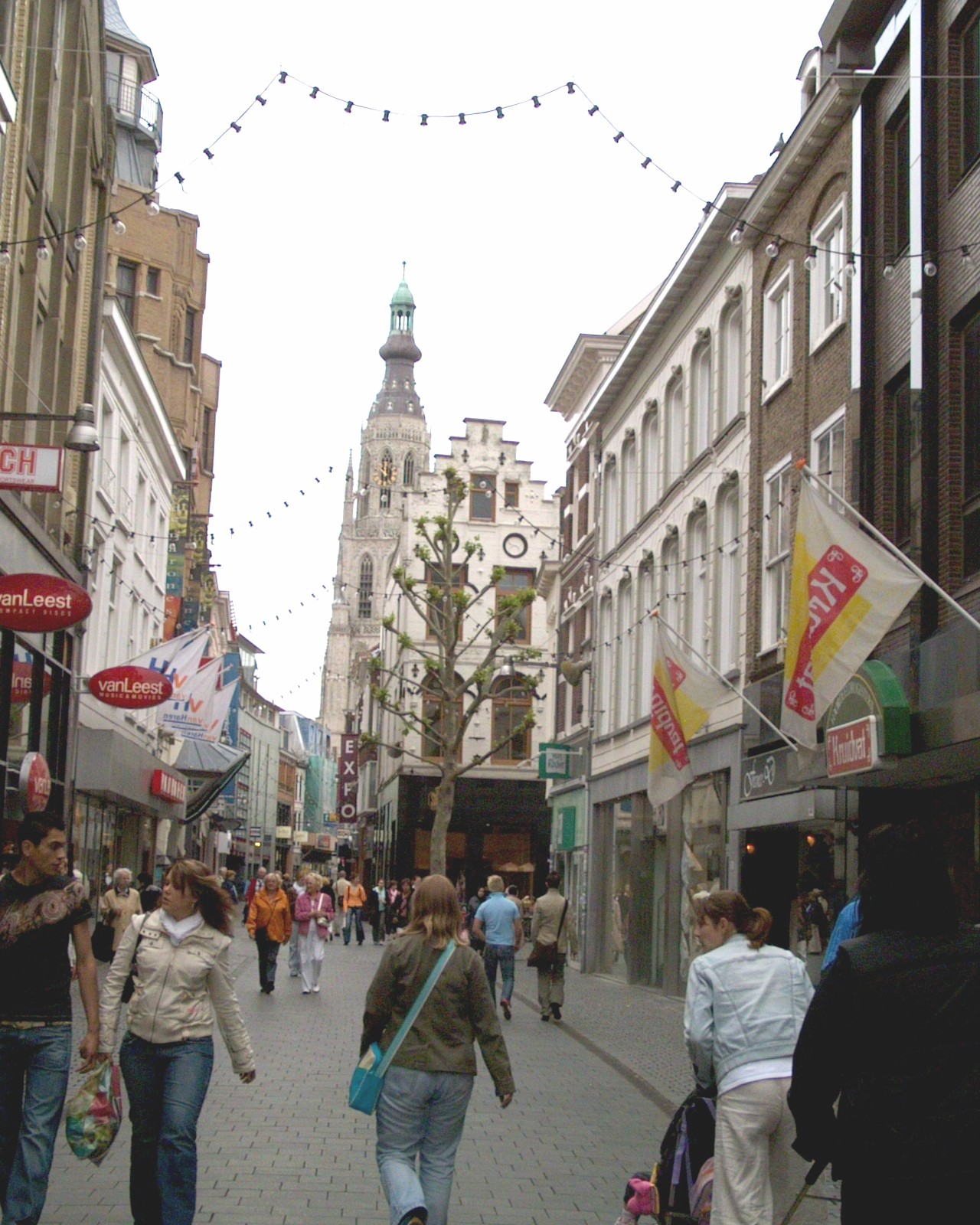
Eindstraat

In de binnenstad liggen de bekende winkelstraten Ginnekenstraat, Houtmarktpassage, Torenstraat, Lange Brugstraat met winkelcentrum "'t Sas", Korte Brugstraat, Veemarktstraat en Halstraat. In de Lange Brugstraat is tevens het overdekte winkelcentrum "De Barones" met enkele bekende zaken gevestigd. Net buiten het, grotendeels autovrije, centrum vindt men verder de Ginnekenweg, de Wilhelminastraat, de Haagdijk en de Boschstraat. Op donderdagavond is er in het centrum van Breda koopavond. In andere delen van de stad zoals de Haagse Beemden is dat op vrijdagavond. De eerste zondag van de maand is meestal koopzondag.
Markt is er op de diverse weekmarkten in Breda. De grootste is op de Grote Markt Breda in het centrum en wel op dinsdag en op vrijdagmorgen. Op zaterdagmiddag is er markt op de Nieuwe Haagdijk. Op woensdag is er een boeken- en antiekmarkt op de Grote Markt. Op dinsdagmorgen is er een speciale biologische markt op het Veemarktplein.
Op woensdag is er nog een weekmarkt bij winkelcentrum Heksenwiel in de wijk Heksenwiel in de Haagse Beemden. Op donderdagmorgen bij winkelcentrum de Hoge Vucht in de Hoge Vucht.
De woonboulevard Breda bevindt zich aan de rand van Breda langs de A16 en heeft een regio-functie.

### Toerisme
Van juli 1997 tot eind 2018 werd de campagne Breda, stad met karakter gehanteerd. Belangrijkste doel van de campagne was ondersteuning van het gemeentelijk beleid en het versterken van het besef van dingen waar Breda en de Bredanaars trots op zijn. Van wat was, wat is en wat komt.
In 2019 werd de nieuwe stadsslogan 'Breda brengt het samen' gepresenteerd. Dit is gebaseerd op 3 verschillende pijlers, die zich uiten als volgt
- Als eerste bestaat Breda uit een stad en dorpen die mooie dingen met elkaar verbinden. Mooie winkels én gezellige horeca. De binnenstad én het groen. Goede opleidingen én ambitieuze bedrijven. De allure van een grote stad én tegelijkertijd het gemoedelijke van een groot dorp. Breda brengt het allemaal samen.
- Verder kwam de menselijke kant van Breda, de stad én de dorpen telkens terug. Het zijn de mensen die Breda maken tot wat het is: de bewoners, de bezoekers, de bedrijven en de bollebozen. Samen maken ze Breda.
- Derde inzicht is dat Bredanaars trots zijn op hun stad en dat ook graag vertellen. Niet alleen aan elkaar, maar samen ook aan de buitenwereld. Samen brengen we het verhaal naar buiten, samen dragen we het verhaal verder uit.

Sinds begin 2008 wil Breda zich profileren met Welkom in Breda Nassaustad, gebaseerd op de banden met het Koninklijk Huis.
Het VVV Breda bestaat sinds 1908 en bevindt zich vlak bij het station Breda. In oktober 2017 is de VVV Breda omgedoopt naar Citymarketing Breda. Tevens bevindt zich een vestiging van de Breda Citymarketing op de Grote Markt, die in 2020 een 'stadsambassade' moet vormen. Er zijn verschillende stadswandelingen in Breda mogelijk.

## Verkeer en vervoer

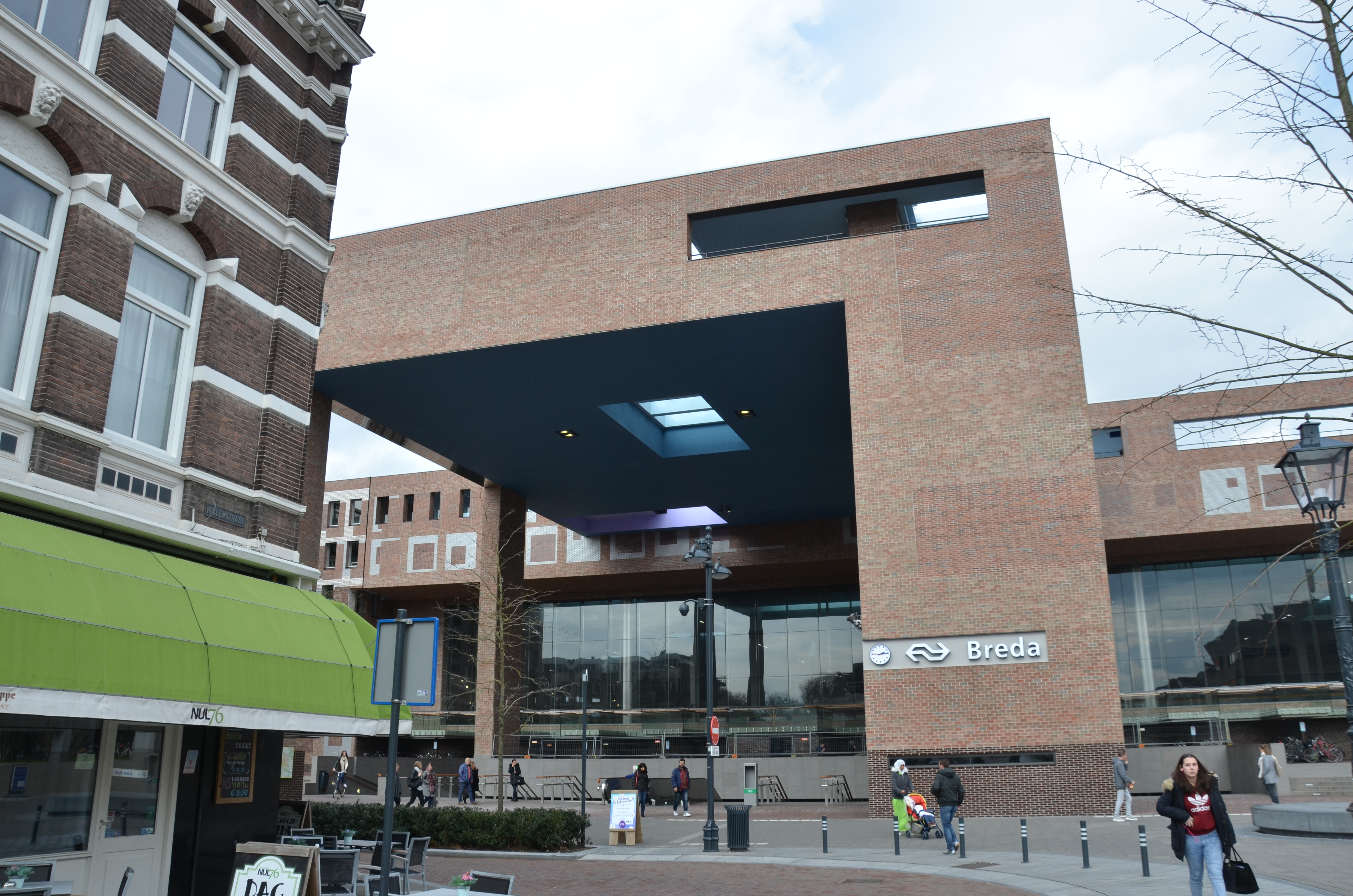
Station Breda is aangesloten op de HSL-Zuid tussen Amsterdam en Antwerpen

Breda ligt niet ver van België dat via de grensovergang Hazeldonk snel bereikbaar is. De stad vormt een knooppunt van drie autosnelwegen. Een hoofdverkeersas vormt de autosnelweg A16 vanuit Rotterdam. Vanuit Utrecht sluit de snelweg A27 hierop aan en vanuit Tilburg voert de snelweg A58 langs Breda richting Etten-Leur, Roosendaal en verder naar Zeeland. De A59 (Zierikzee - Oss) maakt de ruit van snelwegen om de stad compleet.
Breda heeft twee treinstations, namelijk station Breda in het centrum en station Breda-Prinsenbeek tussen de Haagse Beemden en Prinsenbeek. Tussen 2000 en 2010 is hard gewerkt aan de HSL-Zuid en de verbreding van de A16 rond Breda. De bereikbaarheid van Breda is hierdoor verbeterd. Met de intercity direct is Breda sinds 2011 via de hogesnelheidslijn verbonden met Rotterdam, Schiphol en Amsterdam in het noorden. Vanaf april 2018 is daar de directe verbinding met Antwerpen en Brussel bij gekomen. De omgeving van het Centraal Station is geheel veranderd en gemoderniseerd. Het plan CrossMark Breda wordt van 2007 tot 2025 gerealiseerd. Verder bestaan er plannen voor een station Breda-Oost.
Er is een busstation in het centraal station en in het centrum van de stad. Er is een netwerk van stadsbuslijnen, met lijnnummers tussen 1 en 9, die allemaal via station Breda naar de diverse wijken in Breda rijden. Deze bussen worden verzorgd door Arriva. Met de omliggende gemeenten en steden in de regio zijn streekbusverbindingen. Verder rijdt er een snelbus over de snelweg naar Utrecht en wordt er ander internationaal busvervoer aangeboden door Flixbus.
Er is in de zomermaanden een voet- en fietsveer over de rivier de Mark tussen Terheijden en een verbinding in het recreatiegebied buiten de wijk de Asterd in de Haagse Beemden.
Bij Bosschenhoofd ligt het kleine Breda International Airport. De luchthaven is geopend in 1949 en wordt in beperkte mate gebruikt voor burgerluchtvaart. Vanaf het vliegveld vertrekken zakenvluchten, rondvluchten en er zijn wat lesactiviteiten.

## Onderwijs

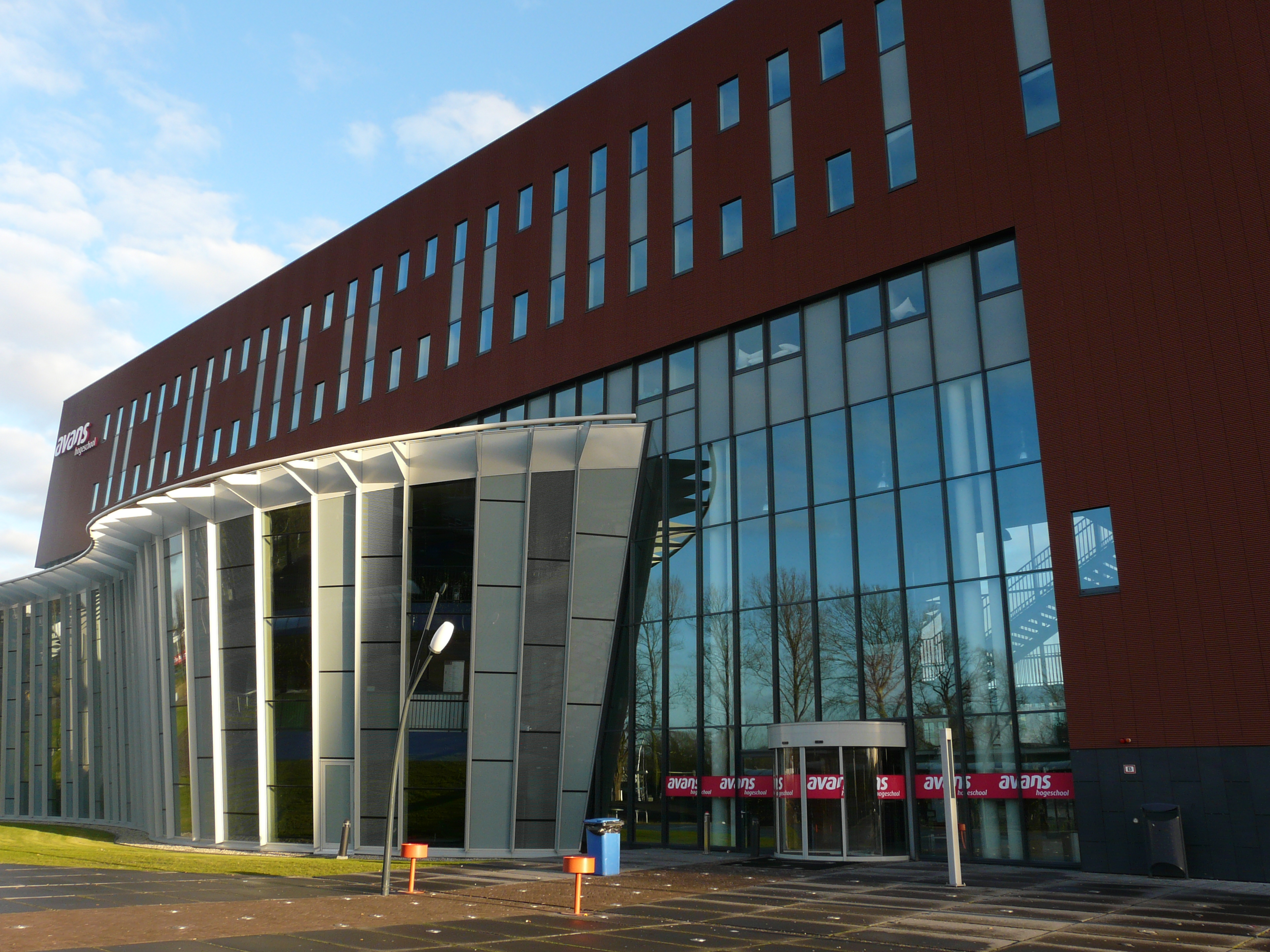
Avans Hogeschool Breda

### Basisonderwijs
Breda heeft anno 2025 in totaal 39 basisscholen, totaal gaan hier dagelijks 12.180 leerlingen naar toe. Het leeuwendeel van de scholen is rooms-katholiek, maar je vindt hier ook scholen die protestants-christelijk, algemeen bijzonder, openbaar, islamitisch en antroposofisch onderwijs aanbieden.
De meeste scholen hebben een regulier onderwijsconcept, maar je kan ook scholen vinden met montessori onderwijs, Nieuw leren/natuurlijk leren/conceptueel leren en een vrije school.

### Voortgezet onderwijs
Breda telt zestien scholen voor voortgezet onderwijs:
- Christoffel
- De Rotonde
- De Nassau Scholengemeenschap
- Graaf Engelbrecht College
- Brederocollege
- ISK
- Markenhage
- Mencia de Mendozalyceum
- Michaël College
- Newmancollege
- Onze Lieve Vrouwelyceum
- Orion Lyceum
- Praktijkschool
- Prinsentuin van Cooth
- Stedelijk Gymnasium Breda
- Tessenderlandt

Tot de scholen voor middelbaar beroepsonderwijs behoort:
- Curio

### Studeren in Breda
Breda is vanaf circa 1970 ook meer specifiek een onderwijsstad en studentenstad geworden. In 2012 telde de stad 27.000 studenten in het middelbaar- en hoger beroepsonderwijs, zijnde het totaal aantal ingeschrevenen bij Avans Hogeschool, BUas (voorheen NHTV), de Nederlandse Defensie Academie (NLDA, voorheen KMA) en de Bredase mbo-opleidingen van het ROC West-Brabant en De Rooi Pannen (afdelingen MBO Horeca en MBO Toerisme/Recreatie). Er zijn ook veel instellingen voor voortgezet onderwijs gevestigd. De stad is door INOP (Instituut voor Nationale Onderwijs Promotie) en het bestuur van de Nationale OnderwijsWeek gekozen als Onderwijsstad van het Jaar 2012 en 2013.
De Openbare Bibliotheek heeft één hoofdvestiging in het centrum en negen nevenvestigingen.
Hoger onderwijs:
- Avans Hogeschool (onder andere de Akademie voor Kunst en Vormgeving St. Joost)
- Breda University of Applied Sciences (voorheen NHTV: Nationale hogeschool voor toerisme en verkeer)
- Koninklijke Militaire Academie (KMA)

Er zijn een aantal studentenverenigingen actief waaronder Virgo, C.S.V. Ichthus Breda, Scylla, CESAR, Vegetist, S.V. Maximus, ESN Breda en de grootste studentenvereniging van Breda Phileas Fogg.

## Gezondheidszorg

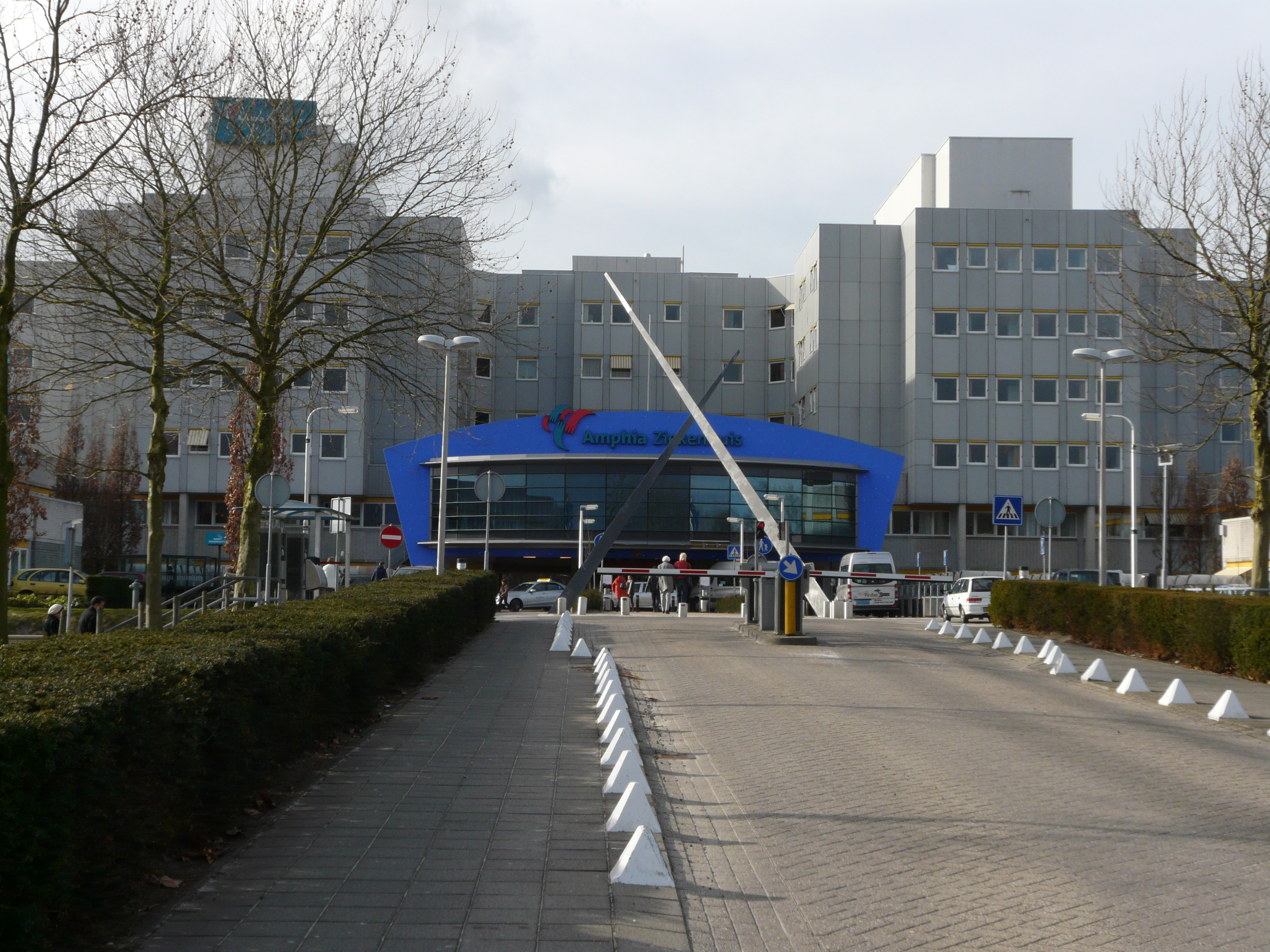
Amphia Breda Molengracht

Het Amphia Ziekenhuis is een streekziekenhuis voor West-Brabant. Bij zijn stichting in 2001 was Amphia 
het grootste niet-academische ziekenhuis van Nederland. Het heeft in Breda op dit moment één vestiging op de locatie Molengracht. De tweede vestiging staat in Oosterhout. Eind 2019 zijn alle patiënten uit de locatie Langedijk overgeplaatst naar locatie Molengracht. Ten zuiden van de stad is de inrichting Sensis (voorheen De Blauwe Kamer), een woon- en behandelcentrum voor visueel-verstandelijk gehandicapten.
Voormalige ziekenhuizen zijn het R.K. Sint Ignatiusziekenhuis, het prot.chr. Diaconessenhuis en het R.K. (Sint-)Laurensziekenhuis.
Surplus, een zorgorganisatie in Midden- en West-Brabant, heeft acht woonzorgcentra in Breda en één in Prinsenbeek.

## Titel Koninklijk Huis
- Koning Willem-Alexander voert de adellijke titel Baron van Breda. Zie Titels van de Nederlandse koninklijke familie.